# Liste der Straßen und Plätze in Berlin-Rahnsdorf

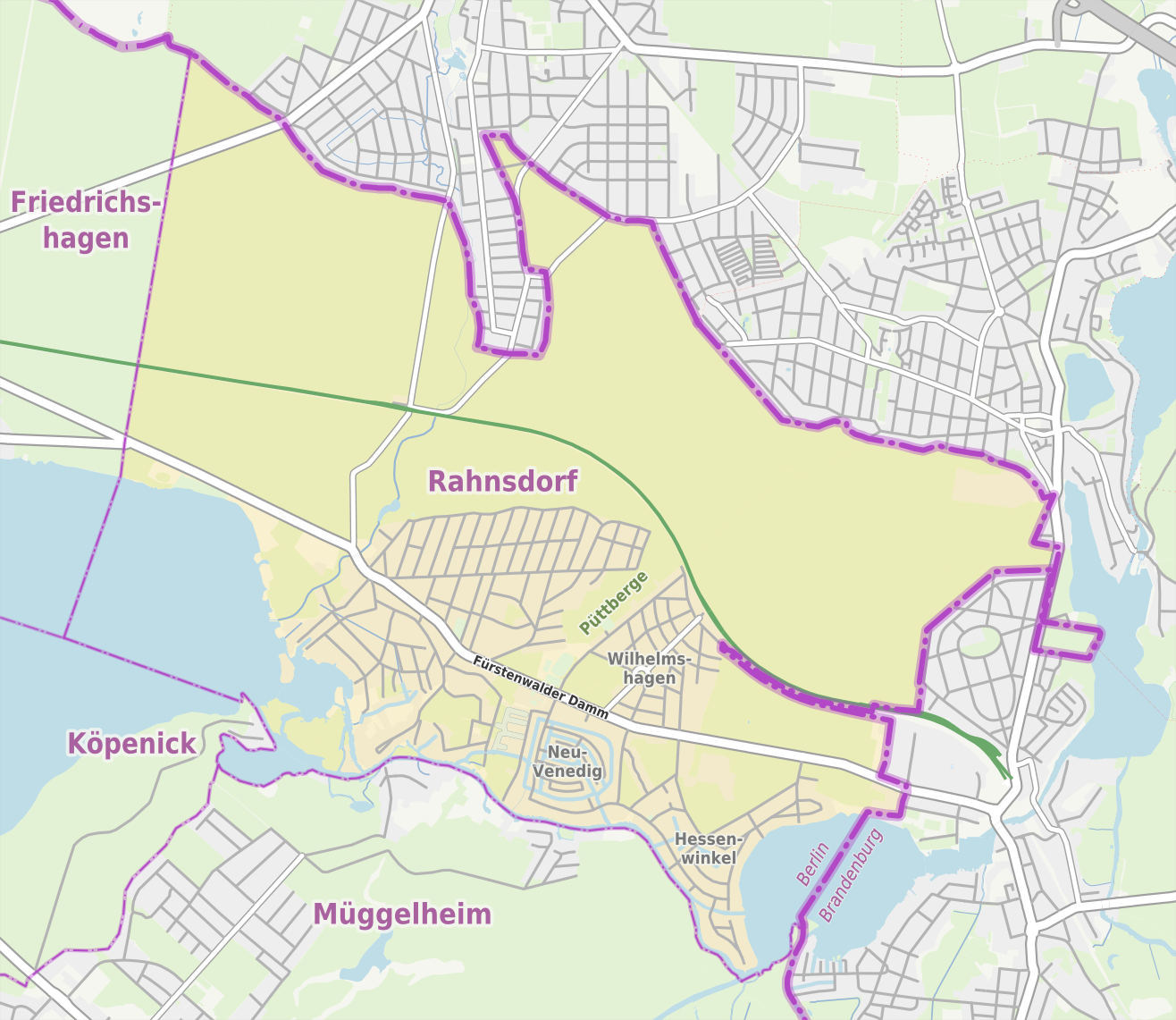
Übersichtskarte von Berlin-Rahnsdorf

Die Liste der Straßen in Berlin-Rahnsdorf beschreibt das Straßensystem im Berliner Ortsteils Rahnsdorf mit den entsprechenden historischen Bezügen. Gleichzeitig ist diese Zusammenstellung ein Teil der Listen aller Berliner Straßen und Plätze.

## Überblick

### Das Straßensystem
Rahnsdorf hat 10.723 Einwohner (Stand: 31. Dezember 2023) und umfasst den Postleitzahlenbereich 12589. Die 126 Straßen im Ortsteil haben eine Gesamtlänge von 64,4 Kilometern, sechs Straßen setzen sich über die Ortsteilgrenze fort.
Das Straßensystem ist von Siedlungsstraßen geprägt. Die Entwicklung der Ortslagen findet sich in den Straßennamen wieder, das alte Fischerdorf Rahnsdorf mit Dorf- und Mühlenstraße, der Kolonie „Rahnsdorfer Mühle“, unterscheidet sich von dem als Kolonie Neu-Rahnsdorf angelegten Wilhelmshagen mit sternförmig um den zentralen Ring an der Taborkirche liegenden Straßen. Hier wurden ab 1892 auf Wilhelm I., den damaligen Kaiser, bezogene Namen (und Orte von preußischen Schlachtfeldern) für die Straßen gewählt. Südlich der Fürstenwalder Allee finden sich die Ortslagen Neu-Venedig mit nach Vögeln benannten Wegen zwischen Kanälen, meist vom Rialtoring abgehend, sowie das östlich anschließende Hessenwinkel am Dämeritzsee. Nördlich der Fürstenwalder Allee bis zum (heutigen) Freienbrinker Saum entstand eine Siedlung, die vorzugsweise Straßenbezeichnungen nach Orten und Ortslagen aus der näheren Umgebung (Erkner, Königs Wusterhausen, Grünheide) besitzen.

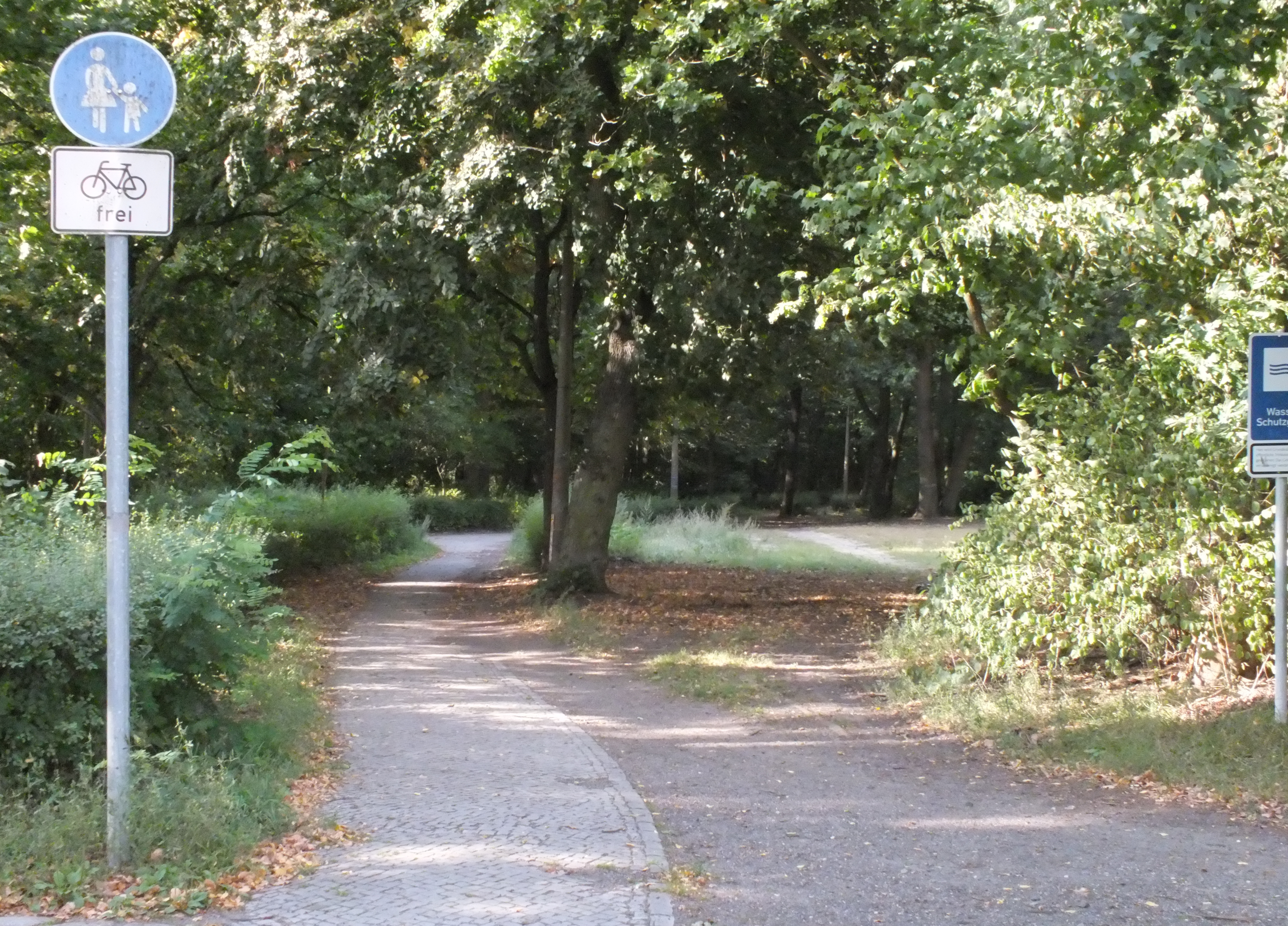
Hegemeisterweg: Fuß- und Radweg im Wasserschutzgebiet

Andere Straßen wie der Hegemeisterweg – benannt nach den für Forst- und Jagdschutz zuständigen Beamten–, blieben unbebaut. Sie verloren den Status einer Siedlungsstraße und blieben Waldwege, doch das Straßenschild blieb erhalten.
Die Hauptstraße im Ortsteil in Ost-West-Richtung ist der Straßenzug (L 38) Fürstenwalder Damm / Fürstenwalder Allee. Wegen des brückenlosen Wasserlaufs der Müggelspree zwischen Dämeritzsee und Großem Müggelsee im Süden und der durchgehenden Waldfläche im Norden ist dies die Verbindung nach Köpenick und Friedrichshagen und ostwärts nach Erkner im Land Brandenburg. Ergänzt wird sie von der nach Norden führenden Straße nach Fichtenau, die zudem die Niederschlesisch-Märkische Bahn über den S-Bahnhof Rahnsdorf an das Rahnsdorfer Zentrum bringt, während der S-Bahnhof Wilhelmshagen die östlichen Ortslagen über die Schönblicker Straße nach Süden anbindet.

### Ortsteilgrenzen nach Straßen
Die Ortsteilgrenzen von Rahnsdorf stimmen im Osten mit der Berliner Stadtgrenze überein. Rahnsdorf grenzt im Süden entlang der Müggelspree an Müggelheim, wobei der Kleine Müggelsee komplett zum Ortsteil gehört. Von der Landzunge am Müggelhort (schon) auf Köpenicker Seite führt die Begrenzung nordwestlich auf den Großen Müggelsee bis zum Tripelgrenzpunkt (Lage) mit Friedrichshagen und von da nach Nordost ans Müggelseenordufer, weiter nach Nord durch den Berliner Stadtforst über Fürstenwalder Damm und Schöneicher Landstraße. Die Ortsteilgrenze trifft (südlich der Münchehofer Heide) auf die Stadtgrenze zu Schöneiche und führt ostwärts an der Waldkante entlang wiederum zur Schöneicher Landstraße, grenzt dann den Alten Fischerweg gegen die Rahnsdorfer Straße in Schöneiche ab und folgt südwärts Am Alten Fließ der Begrenzung von Fichtenau (Schöneiche reicht hier als Zipfel herein) ostwärts und wieder nordwärts in einem Winkel, wo die Lübecker, Hamburger und Geschwister-Scholl-Straße zwischen Fichtenau und Grätzwalde durch den Ortsteil laufen.
Die Ortsteilgrenze folgt im Weiteren dem Waldsaum der Berliner Stadtforsten nach Südosten, wobei als Nachbarort an der Stadtgrenze Woltersdorf erreicht wird. Nördlich des NSG Wilhelmshagener-Woltersdorfer Dünenzug nach Osten bis zur Rahnsdorfer Straße in Woltersdorf, weiter zu einem Ortsteilzipfel mit Zugang zum Flakensee, der nur durch die Straßenbreite der Woltersdorfer Landstraße erschlossen ist, führt die Stadtgrenze um einen Zipfel von Erkner herum am Waldrand entlang nach Südwesten. Der Wachtelschlag liegt außerhalb in Erkner, dessen Verlängerung nach Süden, Grenzweg, liegt im Ortsteil. An der Bahnanlage zum Bahnhof Erkner verläuft die Grenze nach Westen für 320 Meter nördlich, dann südlich der Bahnlinie. Ein Gebietsstreifen von 30 Meter Breite und 1300 Meter Länge ragt nach Rahnsdorf hinein. Hier liegt die Landjägerallee, die zu Erkner gehört. Im Weiteren nach Süden wird die Fürstenwalder Allee gekreuzt und dann das Nordufer des Dämeritzsees erreicht, der nach Südwest zu einer Landzunge am gegenüberliegenden Ufer von der Stadtgrenze überspannt wird. Am hiesigen Westufer des Dämeritzsees entlang der Landzunge führt die Ortsteilgrenze zu Müggelheim (an der Einfahrt des Gosener Grabens und Kanals) am Südufer des Alten Spreearms und geht in den Lauf der Müggelspree über.

## Übersicht der Straßen
Die nachfolgende Tabelle gibt eine Übersicht über die vorhandenen Straßen  im Ortsteil sowie einige dazugehörige Informationen.
- Name/Lage: aktuelle Bezeichnung der Straße. Über den Link Lage kann die Straße  auf verschiedenen Kartendiensten angezeigt werden. Die Geoposition gibt die Lage der ungefähren Mitte der Straßenlänge an.
- Im amtlichen Straßenverzeichnis nicht aufgeführte Verkehrswege sind mit * gekennzeichnet.
- Ehemalige oder nicht mehr gültige Straßennamen sind kursiv gesetzt. Für bedeutende ehemalige Straßen oder historische Straßennamen ist gegebenenfalls eine gesonderte Liste vorhanden.
- Länge/Maße in Metern:
Die in der Übersicht enthaltenen Längenangaben sind  gerundete Übersichtswerte, die in Google Earth mit dem dortigen Maßstab ermittelt wurden. Sie dienen Vergleichszwecken und werden, sofern amtliche Werte bekannt sind, ausgetauscht und gesondert gekennzeichnet.
Sofern die Straße auch in benachbarte Ortsteile weiterführt, gibt der Zusatz ‚im Ortsteil‘ an, wie lang der Straßenabschnitt innerhalb des Ortsteils dieses Artikels ist.
- Namensherkunft: Ursprung oder Bezug des Namens.
- Anmerkungen: weitere Informationen über anliegende Baudenkmale oder Institutionen, die Geschichte der Straße und historische Bezeichnungen.
- Bild: Foto der Straße oder eines anliegenden Objektes.

| Name/Lage                         | Länge/Maße (in Metern) | Namensherkunft | Datum der Benennung | Anmerkungen | Bild |
| --------------------------------- | ---------------------- | --- | ------------------- | --- | --- |
| Aalstieg (Lage)                   | 0330                   | Aal, Speisefisch | 1. Juli 2008        | Die Straße 565 wurde 2008 passend zu umgebenden Straßen umbenannt und liegt zwischen Hechtstraße und Am Stieggarten. | Berlin-Rahnsdorf Aalstieg |
| Abendseglersteig (Lage)           | 0420                   | Abendsegler, Fledermausgattung | 23. Nov. 2019       | Die U-förmig verlaufende Straße beginnt und endet am Mausohrweg. Sie liegt in einer am Anfang der 2020er Jahre errichteten Neubausiedlung direkt an der Stadtgrenze zu Erkner. | Berlin-Rahnsdorf Abendseglersteig |
| Ahornstraße (Lage)                | 0310                   | Ahorn, Straßenbaum | um 1890             | Die Ahornstraße liegt im Siedlungsgebiet Hessenwinkel südlich der Lindenstraße und schließt beiderseits an diese an. 1937 ist sie im Adressbuch zwischen Linden- und Lutherstraße wiederum zur Lindenstraße aufgeführt. Die rechte Seite (gerade) ist fast vollständig bewohnt, auf der linken Seite liegen bis Grundstück Nr. 9 Parkanlagen, von den Grundstücken 9–27 (ungerade) sind nur drei bebaut und bewohnt, die anderen sind Baustellen oder existieren nicht. | Berlin-Rahnsdorf Ahornstraße |
| Alter Fischerweg (Lage)           | 1450                   | Fischer aus Schöneiche benutzten diesen Weg zum Müggelsee (1967 eine symbolische Benennung)                                                    | 12. Mai 1967        | Bis 1967 hieß der Abschnitt hier Rahnsdorfer Straße gleichlautend wie die Weiterführung im Nachbarort. Die Straße mit den Grundstücken 1–5 führt durch Wald und liegt zwischen dem S-Bahnhof Rahnsdorf und der Stadtgrenze zu Schöneiche. | Berlin-Rahnsdorf Alter Fischerweg |
| Am Küstergarten (Lage)            | 0170                   | Küstergarten, Flurname | vor 1922            | Die Straße liegt zwischen Dorfstraße und der Müggelspree gegenüber der Insel Schilfwall. Im Jahr 1922 sind im Adressbuch bereits vier Parzellen bebaut, die jedoch nach den Hauseigentümern benannt sind und noch nicht nummeriert. | Berlin-Rahnsdorf Am Küstergarten |
| Am Mühlenfließ (Lage)             | 0140                   | Fredersdorfer Mühlenfließ | 20. Juli 1938       | Die Straße ist eine Sackgasse westlich vom Woltersdorfer Weg bis zum Waldrand, sie wurde um 1900 als Königin-Luise-Straße angelegt. Die Rahnsdorfer Mühle (Schneidemühle) wurde 1654 nahe der Mündung dieses Fließes in den Müggelsee gebaut und bestand bis Ende des 19. Jahrhunderts. Die hier entstandene Villenkolonie und die jetzige Ortslage erhielten die Bezeichnung „Rahnsdorfer Mühle“. | Berlin-Rahnsdorf Am Mühlenfließ · Am Mühlenfließ |
| Am Schonungsberg (Lage)           | 0570                   | Schonungsberg, hier liegende Erhebung mit ehemals jungem Baumbestand (Schonung)                                                                | 16. Aug. 1928       | Als Straße 5 eingerichtet, liegt sie zwischen Püttbergeweg und Fürstenwalder Allee. | Berlin-Rahnsdorf Am Schonungsberg |
| Am Stieggarten (Lage)             | 0260                   | Stieg, Flurstück östlich der Straße | 4. Nov. 1935        | Sie liegt zwischen Mühlenweg und Dorfstraße und war die Straße 563 des Bebauungsplans in der Ortslage Rahnsdorfer Mühle. | Berlin-Rahnsdorf Am Stieggarten |
| An den Bänken (Lage)              | 0630                   | Die Bänke, Bucht zwischen östlichem Müggelsee und Entenwall an einem Ausfluss der Müggelspree                                                  | um 1925             | Die Straße liegt zwischen Müggelwerder- und Richard-Hörnke-Weg am Großen Bänkegraben. Noch 1925 war sie als Straße 19 geführt. | Berlin-Rahnsdorf An den Bänken |
| Bachstelzenweg (Lage)             | 0220                   | Bachstelze | um 1958             | Die Straße in Neu-Venedig zwischen Kanal III und IV ist eine östliche Stichstraße vom Rialtoring. | Berlin-Rahnsdorf Bachstelzenweg · Berlin-Rahnsdorf Bachstelzenweg Kanal IV                                                                                        |
| Baldurstraße (Lage)               | 0120                   | Baldur, germanischer Gott der Sonne | um 1913             | Die Straße im Süden von Hessenwinkel liegt zwischen Triglaw- und Wodanstraße. 1937 ist die Straße in der gleichen Lage mit dem Haus auf Grundstück 1 (linke Seite) Ecke Triglawstraße bewohnt, außer einem Neubau sind alle anderen Grundstücke als Baustelle bezeichnet. | Berlin-Rahnsdorf Baldurstraße |
| Bauernheideweg (Lage)             | 0850                   | Bauernheide, gemeinsam genutzter Bauernwald an den Püttbergen                                                                                  | 20. Juli 1938       | Um 1900 in der Kolonie als Mittelstraße angelegt, liegt der Weg zwischen Hortwinkeler Weg und Hangelsberger Gang. Der Bauernwald wurde 1853 durch die Heide-Separationsachse unter die Interessenten aufgeteilt. Die Rahnsdorfer Fischer übereigneten ihren Besitz einer Terraingesellschaft. | Berlin-Rahnsdorf Bauernheideweg |
| Beiersdorfer Weg (Lage)           | 0470                   | Beiersdorf, Ortsteil der Gemeinde Beiersdorf-Freudenberg in Brandenburg                                                                        | 20. Juli 1938       | Um 1900 wurde diese Straße als Prinz-Friedrich-Straße angelegt, war 1928 noch unbebaut und wurde 1938 umbenannt. Sie gehört zu den Querstraßen zwischen Püttbergeweg bis Freienbrinker Saum. | Berlin-Rahnsdorf Beiersdorfer Weg |
| Berghofer Weg (Lage)              | 0430                   | Berghof, Wohnplatz der Gemeinde Rüdersdorf in Brandenburg; Richtung der Straße                                                                 | 14. Nov. 1935       | Als Straße 461 eingerichtet, liegt sie zwischen Am Schonungsberg und Grünheider Weg. | Berlin-Rahnsdorf Berghofer Weg |
| Biberpelzstraße (Lage)            | 0590                   | Der Biberpelz, Drama von Gerhart Hauptmann | 24. Jan. 1938       | Die Spreestraße wurde mit der Kolonie Hessenwinkel angelegt. Im Jahr 1938 wurde aus dem vom Kanal verlaufenden Teil der Straße 520 und dem anschließenden Teil der Spreestraße bis zur Hohen Brücke die neu benannte Straße zwischen Rialtoring und Im Haselwinkel gebildet. | Berlin-Rahnsdorf Biberpelzstraße · Berlin-Rahnsdorf Biberpelzstraße                                                                                               |
| Birkenstraße (Lage)               | 0270                   | Birke, Laubbaum | vor 1925            | Sie liegt in Hessenwinkel zwischen Biberpelz- und Hubertusstraße. 1937 ist die Straße in der Lage Hubertus- / Spree- / Fahlenbergstraße angegeben. An der Spreestraße liegt der Kirchhof, außer zwei Sommerhäusern, einem Garten und Baustellen stehen acht bewohnte Häuser an den fortlaufend nummerierten Grundstücken. | Berlin-Rahnsdorf Birkenstraße |
| Blossiner Straße (Lage)           | 0440                   | Blossin, Ortsteil der Gemeinde Heidesee in Brandenburg                                                                                         | 20. Juli 1938       | Die Straße wurde um 1900 als Residenzstraße angelegt und liegt zwischen Püttbergeweg und Freienbrinker Saum. | Berlin-Rahnsdorf Blossiner Straße |
| Blumeslake (Lage)                 | 0300                   | Lake | 29. Nov. 2005       | Die Straße hieß bis 2005 Straße 549 und wurde auf Wunsch der Anwohner benannt. Sie liegt zwischen Schleiengang und Straße 546. | Berlin-Rahnsdorf Blumeslake |
| Bogenstraße (Lage)                | 0370                   | Bogen, nach der Straßenform | vor 1925            | Die Straße in Hessenwinkel liegt zwischen Wald- und Kanalstraße. Nach Adressbuch 1937 in gleicher Lage stehen auf den 28 Grundstücken in fortlaufender Nummerierung 14 Einfamilienhäuser, außerdem zwei Gärten und ein Sommerhaus. | Berlin-Rahnsdorf Bogenstraße |
| Brückenstraße (Lage)              | 0190                   | Brücke über das Fredersdorfer Mühlenfließ | vor 1922            | Die Brückenstraße geht als Stichstraße nördlich von der Seestraße ab, eine Fußgängerbrücke über das Mühlenfließ führt in das Erlenbruch am Großen Müggelsee. Bereits im Jahr 1922 findet sich diese Straße mit drei Parzellen im Berliner Adressbuch. | Berlin-Rahnsdorf Brückenstraße |
| Buriger Weg (Lage)                | 0440                   | Burig, Wohnplatz der Gemeinde Gosen-Neu Zittau in Brandenburg                                                                                  | 20. Juli 1938       | Die Straße wurde um 1900 als Parkstraße angelegt und liegt zwischen Freienbrinker Saum und Püttbergeweg. | Buriger Weg |
| Clara-Müller-Jahnke-Straße (Lage) | 0500                   | Clara Müller-Jahnke (1860–1905), Dichterin, lebte in Wilhelmshagen                                                                             | 8. Nov. 2021        | Die Straße verläuft u-förmig westlich der Fahlenbergstraße in der Ortslage Wilhelmshagen. | |
| Dämeritzstraße (Lage)             | 0210                   | Dämeritzsee | vor 1925            | Die Straße liegt zwischen der Waldstraße und dem Ufer des Dämeritzsees in der Ortslage Hessenwinkel. Nach Adressbuch 1937 in der Lage über die Lindenstraße aufgeführt sind das Willers’sche Haus, zwei Gärten, einer mit Garage und Sommerhäuser aufgeführt. Das Restaurant Gesellschaftshaus gehört zu Lindenstraße 44. | Berlin-Rahnsdorf Dämeritzstraße |
| Dagobert-Wiesmüller-Platz (Lage)  |                        | Dagobert Wiesmüller (1925–2012), ehrenamtlich engagierter Bürger von Wilhelmshagen                                                             | 28. Juli 2022       | Der Platz befindet sich vor dem S-Bahnhof Berlin-Wilhelmshagen. | |
| Dannenreicher Pfad (Lage)         | 0440                   | Dannenreich, Ortsteil der Gemeinde Heidesee in Brandenburg                                                                                     | 20. Juli 1938       | Er liegt zwischen Freienbrinker Saum und Püttbergeweg. Der Pfad diente als Hauptstraße der nach 1890 nördlich der Hohenzollernstraße angelegten Siedlung. | Berlin-Rahnsdorf Dannenreicher Pfad |
| Dorfstraße (Lage)                 | 0780                   | Siedlungsplatz des Fischerdorfes | überliefert         | Sie liegt zwischen Mühlenweg und Kruggasse und bildet zwei Dorfanger, einen in Höhe des Lachsfangs und den zweiten in der eigentlichen Dorfmitte mit der Dorfkirche und weiteren gelisteten Baudenkmalen. Von hier führt die Kruggasse weiter zur Fähre F24 nach Berlin-Müggelheim. Die Bewohner Rahnsdorfs am Rand des Müggelsees lebten anfänglich ausschließlich vom Fischfang. Für das Jahr 1541 sind 18 Fischerstellen nachgewiesen. | Berlin-Rahnsdorf Dorfstraße |
| Drosselweg (Lage)                 | 0440                   | Drossel, Singvogel | um 1958             | Der Drosselweg liegt in Neu-Venedig zwischen dem Kanal II und III und ist über den Kuckuckssteig zugänglich. | Drosselweg von Ecke Kuckucksteig gesehen |
| Eichbergstraße (Lage)             | 0640                   | Eichberg, Bodenerhebung nordöstlich von Wilhelmshagen                                                                                          | 31. Mai 1951        | Nach 1892 in Wilhelmshagen als Moltkestraße angelegt, erfolgte nach dem Zweiten Weltkrieg die Umbenennung der zwischen Erknerstraße und Langfuhrer Allee liegenden Straße. Hier befinden sich das Pfarr- und Gemeindehaus der evangelischen Kirche Rahnsdorf. | Berlin-Rahnsdorf Eichbergstraße · Berlin-Rahnsdorf Eichbergstraße                                                                                                 |
| Eichenstraße (Lage)               | 0160                   | Eiche, Waldbaum | um 1900             | Die Straße in Hessenwinkel liegt zwischen Wald- und Lindenstraße. Die Straße besitzt nach Adressbuch 1937 in gleicher Lage Hufeisennummerierung. Ecke Lindenstraße auf Grundstücke 1–1b steht ein Wohnhaus, ein Lagerplatz und das Baugeschäft. Die zehn Grundstücke sind bebaut und bewohnt (auf 6 ein Sommerhäuschen). | Berlin-Rahnsdorf Eichenstraße |
| Elsterweg (Lage)                  | 0320                   | Elster, Krähenvogel | um 1958             | Er liegt in Neu-Venedig südlich von Kanal V, geht östlich vom Rialtoring ab und wird vom Schwanenweg verlängert. | Berlin-Rahnsdorf Elsterweg Brücke · Berlin-Rahnsdorf Elsterweg |
| Erknerstraße (Lage)               | 0570                   | Erkner, angrenzende Stadt in Brandenburg | 10. Mai 1951        | Die Straße wurde aus der um 1892 eingerichteten Viktoriastraße unter Einschluss des Viktoriaplatzes 1951 benannt. | Berlin-Rahnsdorf Erknerstraße |
| Fahlenbergstraße (Lage)           | 0790                   | Fahler Berg, Flurbezeichnung zwischen Gosener Graben und Gosener Kanal nahe der ehemaligen Försterei Fahlenberg                                | 9. Nov. 1926        | Sie liegt zwischen Hubertus- und Lasallestraße in Hessenwinkel. Die Straße wurde 1926 aus der nach 1902 angelegten Bülowstraße und deren Verlängerung, dem Schwarzen Weg, gebildet. Hier befindet sich das Elisabeth Diakonie-Seniorenzentrum, eine Einrichtung der Stephanus-Stiftung. | Berlin-Rahnsdorf Fahlenbergstraße Elisabeth Diakonie-Seniorenzentrum                                                                                              |
| Fangschleuser Weg (Lage)          | 0210                   | Fangschleuse, Gemeindeteil der Gemeinde Grünheide in Brandenburg, Richtung der Straße                                                          | 4. Nov. 1935        | Der Weg, als Straße 462 angelegt, liegt zwischen Püttberge- und Berghofer Weg. | Fangschleuser Weg |
| Fichtenauer Straße (Lage)         | 0340                   | Fichtenau, Wohnplatz der Nachbargemeinde Schöneiche in Brandenburg                                                                             | 9. Nov. 1926        | Nach dem Bebauungsplan als Straße 8 angelegt, wurde sie danach als Amtsstraße bezeichnet. Die Straße liegt zwischen Püttbergeweg und Mühlenweg. | Berlin-Rahnsdorf Fichtenauer Straße |
| Finkenweg (Lage)                  | 0590                   | Fink, Sperlingsvogel | nach 1958           | Er liegt in Neu-Venedig östlich vom Rialtoring abgehend zwischen Kanal I und II. | Berlin-Rahnsdorf Finkenweg |
| Forellensprung (Lage)             | 0200                   | Forelle, Süßwasserfisch | 1. Juli 2008        | Auf Wunsch der Bewohner wurde die Straße 566 im Jahr 2008 umbenannt. Sie liegt zwischen Quappenzeile und Aalstieg. | Berlin-Rahnsdorf Forellensprung |
| Frankenbergstraße (Lage)          | 0540                   | Friedrich von Frankenberg (1835–1897), preußischer Politiker                                                                                   | um 1892             | Sie liegt in der Ortslage Wilhelmshagen zwischen Hochland- und Fahlenbergstraße. Frankenberg gehörte, wie Moltke, zu den Gründern der „Deutschen Volksbaugesellschaft“, auf deren Aktivitäten unter anderem die Anlage der Kolonie „Neu-Rahnsdorf“ zurückgeht. | Berlin-Rahnsdorf Frankenbergstraße |
| Fredersdorfer Weg (Lage)          | 0170                   | Fredersdorf, Gemeindeteil der Gemeinde Fredersdorf-Vogelsdorf in Brandenburg                                                                   | 10. Okt. 1936       | Die Straße liegt zwischen Steinhöfeler und Kolpiner Weg und war im Bebauungsplan als Straße 454 und Straße 464 eingerichtet. Sie befindet sich in einem Gebiet mit Straßen nach Orten im Brandenburger Umland. Auf der Parzelle 22 steht die katholische Kirche Heilige Drei Könige. | Berlin-Rahnsdorf Fredersdorfer Weg |
| Freienbrinker Saum (Lage)         | 1380                   | Freienbrink, Gemeindeteil der Gemeinde Grünheide in Brandenburg                                                                                | 20. Juli 1938       | Die Straße liegt zwischen Woltersdorfer und Kalkbergeweg und begrenzt (säumt) die Siedlung zwischen der Ortslage „Rahnsdorfer Mühle“ (Woltersdorfer Weg) und den Püttbergen nach Norden zum Forst hin. Im Jahr 1938 wurden die Straße 475 und die Grenzstraße zu Freienbrinker Saum zusammengefasst. Im Gebiet südlich bis zur Fürstenwalder Allee sind Straßen nach Brandenburger Orten aus der Umgebung benannt. | Berlin-Rahnsdorf Freienbrinker Saum |
| Fürstenwalder Allee (Lage)        | 4150                   | Fürstenwalde, Stadt in Brandenburg | 21. Apr. 1932       | Die Verbindungsstraße durch Friedrichshagen nach Fürstenwalde heißt ostwärts von Rahnsdorf ab Straße nach Fichtenau Fürstenwalder Allee. Bis 1932 lautete der Name Fürstenwalder Straße und vorher Fürstenwalder Chaussee üblich. Am Standort Fürstenwalder Allee 27 informiert eine am 6. April 1998 angebrachte Berliner Ehrentafel über den Brotaufstand: Im April 1945 stürmten rund 100 aufgebrachte Rahnsdorfer Bürgerinnen wegen fehlender Versorgung eine Bäckerei. Die Behörden verhafteten zwei Anwesende und verhängten die sofortige Todesstrafe, von denen eine (gegen einen zufällig im Laden anwesenden Mann) vollstreckt wurde. | Berlin-Rahnsdorf Fürstenwalder Allee |
| Fürstenwalder Damm (Lage)         | 1450 (im Ortsteil)     | Fürstenwalde, Stadt in Brandenburg | 21. Apr. 1932       | Der Fürstenwalder Damm liegt zwischen Ortsteilgrenze und Straße nach Fichtenau und setzt sich westwärts nach Friedrichshagen und Köpenick fort. Die Straße von Köpenick nach Fürstenwalde gehörte auf Rahnsdorfer Gebiet vor der Umbenennung 1932 zur Fürstenwalder Chaussee, die westwärtigen Abschnitte waren Berliner Straße (Köpenick, um 1870–1958) und Cöpenicker Straße (Friedrichshagen, 1881–1932). Die Straßenbahnlinie 61 folgt dieser Straße von Friedrichshagen kommend und endet an der Haltestelle Rahnsdorf/Waldschänke vor der Straße nach Fichtenau. Hier befindet sich das Strandbad Müggelsee. | Berlin-Rahnsdorf Fürstenwalder Damm · Berlin-Rahnsdorf Fürstenwalder Damm Strandbad Müggelsee                                                                     |
| Fußweg 475 (Lage)                 | 0180                   | Nummer nach Bebauungsplan | vor 1925            | Der schmale Weg liegt zwischen Berghofer Weg und Mönchsheimer Straße westlich vom Schonungsberg mit den Grundstücken 1–5 (ungerade). | Berlin-Rahnsdorf Fußweg 475 |
| Fußweg 552 (Lage)                 | 0160                   | Nummer nach Bebauungsplan | vor 1925            | Der Weg mit den Parzellen 1–16 liegt westlich vom Lachsfang und geht in den Richard-Hörnke-Weg über. | Berlin-Rahnsdorf Fußweg 552 |
| Geschwister-Scholl-Straße (Lage)  | 0350 (im Ortsteil)     | Geschwister Scholl, Mitglieder der Weißen Rose, einer in ihrem Kern studentischen Münchener Gruppe im Widerstand gegen den Nationalsozialismus | um 1958             | Die Geschwister-Scholl-Straße führt im Ortsteil durch Waldgebiet und verbindet zwei Ortslagen von Schöneiche. Sie setzt sich im Osten als Rüdersdorfer Straße in Schöneiche fort. Ein westlicher Ast in Fichtenau nach Norden bis zur Lübecker Straße führt auf Rahnsdorfer Gebiet. Auch die Stauffenbergstraße in Fichtenau endet östlich auf Rahnsdorfer Flur. Im Schöneicher Ortsteil Fichtenau setzt diese Straße die aus Rahnsdorf kommende Straße nach Fichtenau fort. Das im unteren Bild zu sehende Ehrenmal auf dem Schonungsberg wurde 1928 zu Ehren der Kriegstoten aus Rahnsdorf errichtet. Im Jahr 2012 veranlasste der Bezirk Treptow-Köpenick eine komplette Sanierung mit einem einheimischen Steinmetz. | Berlin-Rahnsdorf Geschwister-Scholl-Straße · Berlin-Rahnsdorf Geschwister-Scholl-Straße Ehrenmal · Berlin-Rahnsdorf Geschwister-Scholl-Straße Kriegsgräberdenkmal |
| Grasehorstweg (Lage)              | 0450                   | Grasehorst, Flurname, bewaldeter Wall in den Gosener Wiesen                                                                                    | 20. Juli 1938       | Er liegt zwischen Püttbergeweg und Freienbrinker Saum. Beim Anlegen der Kolonie Wilhelmshagen erhielt der Verkehrsweg die Bezeichnung Prinz-Albrecht-Straße. | Berlin-Rahnsdorf Grasehorstweg |
| Grätzwalder Straße (Lage)         | 0370                   | Grätzwalde, Wohnplatz der Nachbargemeinde Schöneiche in Brandenburg                                                                            | 8. März 1935        | Die asphaltierte Straße mit beidseits Grünstreifen vor den Grundstücken mit Siedlungshäusern liegt zwischen Püttbergeweg und Fürstenwalder Allee. | Berlin-Rahnsdorf Grätzwalder Straße |
| Grenzbergeweg (Lage)              | 0390                   | Grenzberge, im Köpenicker Forst liegender Dünenzug                                                                                             | 24. Mai 1951        | Die Straße wurde um 1892 als Bismarckstraße angelegt. Sie liegt zwischen Erkner- und Lassallestraße, über die sie als Sackgasse noch weitergeht. Hier befindet sich eine Zufahrt zum Gelände der Stephanus-Stiftung. | Berlin-Rahnsdorf Grenzbergeweg Stephanus-Stiftung · Berlin-Rahnsdorf Grenzbergeweg                                                                                |
| Grenzweg (Lage)                   | 0640                   | Grenze zwischen den Flächen des Ritterguts Rahnsdorf und den Wiesen der Fischer                                                                | nach 1930           | Der Grenzweg liegt zwischen Plutoweg und Müggelspree, westlich von Kanal I. Die Straße ist in ihrem südlichen Teil etwa identisch mit der alten Grenze des ehemaligen Ritterguts Rahnsdorf zu den gutsfreien Wiesen der Rahnsdorfer Fischer und bildet heute die westliche Grenze von Neu-Venedig. Ein anderer Grenzweg im Ortsteil (nördlich des Bahnhofs Erkner) ist die inoffizielle Bezeichnung des Weges in Verlängerung Am Wachtelschlag in Erkner, wo die Stadtgrenze auf die östliche Straßenseite wechselt, ehe diese an der Bahnlinie nach Westen führt. | Berlin-Rahnsdorf Grenzweg · Berlin-Rahnsdorf Grenzweg Kanal V |
| Grünelinder Straße (Lage)         | 0450                   | Grünelinde, Wohnplatz der Gemeinde Rüdersdorf in Brandenburg                                                                                   | 31. Mai 1951        | Im Jahr 1902 wurde der Verkehrsweg angelegt und Roonstraße benannt. Die Straße liegt zwischen Frankenbergstraße und Fürstenwalder Allee. Im Jahr 1951 wurde die Bezeichnung geändert und an die bereits vorhandenen Straßennamen von Rahnsdorf naheliegenden Orten angepasst. | Berlin-Rahnsdorf Grünelinder Straße |
| Grünheider Weg (Lage)             | 1310                   | Grünheide, Gemeinde in Brandenburg | 10. Apr. 1931       | Der Weg, zuerst als Straße 470 angelegt, liegt zwischen Freienbrinker Saum und Fürstenwalder Allee. Im Jahr 1931 wurde sie in die Düppelstraße einbezogen und neu (passend zu umliegenden Straßen nach umliegenden Orten) benannt. | Berlin-Rahnsdorf Grünheider Weg |
| Güttlander Straße (Lage)          | 0330                   | Güttland, Ort in Westpreußen, seit 1945 Koźliny in Polen                                                                                       | 9. Sep. 1931        | Die als Straße 503 eingerichtete betonierte Straße mit beidseitigen Gehwegen mit Rasen und (teilweise) Bäumen liegt zwischen Hochland- und Schönblicker Straße, am zentralen Platz dieser Hauptstraße. | Berlin-Rahnsdorf Güttlander Straße |
| Hamburger Straße (Lage)           | 0600 (im Ortsteil)     | Hamburg, Stadt in Norddeutschland | 1996                | Die Hamburger Straße führt im Ortsteil ohne Anliegergrundstücke durch Wald (Berliner Forsten, Jagen 239 und 242). Sie verbindet die Hamburger Straße der Schöneicher Ortslage Fichtenau und die Forststraße in der Ortslage Grätzwalde von Schöneiche. | Berlin-Rahnsdorf Hamburger Straße |
| Hangelsberger Gang (Lage)         | 0410                   | Hangelsberg, Ortsteil der Gemeinde Grünheide in Brandenburg                                                                                    | 11. Mai 1938        | Er liegt zwischen Freienbrinker Saum und Püttbergeweg und wurde um 1900 als Königgrätzer Straße angelegt. | Berlin-Rahnsdorf Hangelsberger Gang |
| Hechtstraße (Lage)                | 0610                   | Hecht, Süßwasserfisch | 18. Feb. 1927       | Die Straße 13a des Bebauungsplans wurde zum Fischerdorf passend benannt. Sie liegt zwischen Mühlenweg und An den Bänken, über die sie als Sackgasse fortführt. | Berlin-Rahnsdorf Hechtstraße |
| Heidelandstraße (Lage)            | 0520                   | Bauernheide: gemeinsam bewirtschaftetes Waldstück der Rahnsdorfer Bauern                                                                       | 8. März 1935        | Die Heidelandstraße wurde gemäß Bebauungsplan als Straße 458 angelegt. Sie verläuft zwischen Fürstenwalder Allee und Püttbergeweg. An ihr befindet sich ein Eingang zum Friedhof Rahnsdorf. | Berlin-Rahnsdorf Heidelandstraße |
| Herzfelder Steig (Lage)           | 0630                   | Herzfelde, Ortsteil der Gemeinde Rüdersdorf in Brandenburg                                                                                     | 10. Apr. 1931       | Der Steig wurde auf dem geplanten Straßenzug von Straße 473 und Fußweg 473a angelegt. Er geht nach Süden vom Kalkbergeweg ab und erreicht bei einem Bogen nach Westen den im Winkel laufenden Kalkbergeweg im Süden wieder. | Berlin-Rahnsdorf Herzfelder Steig |
| Hochlandstraße (Lage)             | 1200                   | Püttberge, eine rund 50 Meter hohe Hügelkette                                                                                                  | 24. Mai 1951        | Sie liegt zwischen Erknerstraße und Fürstenwalder Allee und wurde mit der Kolonie Wilhelmshagen um 1900 angelegt, die sie westlich zu den Püttbergen begrenzt. Sie trug bis 1951 den Namen Kaiserstraße. | Berlin-Rahnsdorf Hochlandstraße · Berlin-Rahnsdorf Hochlandstraße                                                                                                 |
| Hohenberger Steig (Lage)          | 0330                   | Hohenberge, Wohnplatz der Nachbargemeinde Schöneiche in Brandenburg                                                                            | 10. Apr. 1931       | Gebildet aus Straße 476 und Fußweg 476a liegt der Steig zwischen Kalkberge- und Waldweg. | Berlin-Rahnsdorf Hohenberger Steig |
| Hohenbinder Steig (Lage)          | 0420                   | Hohenbinde, Wohnplatz der Stadt Erkner in Brandenburg                                                                                          | 20. Juli 1938       | Er liegt zwischen Freienbrinker Saum und Püttbergeweg und wurde um 1900 als Kaiser-Wilhelm-Straße angelegt. | Hohenbinder Steig |
| Hortwinkeler Weg (Lage)           | 0430                   | Hortwinkel, Wohnplatz der Gemeinde Rüdersdorf in Brandenburg                                                                                   | 24. Jan. 1938       | Er liegt zwischen Freienbrinker Saum und Püttbergeweg und wurde um 1900 in der Siedlung nördlich der Fürstenwalder Allee als Kaiser-Friedrich-Straße angelegt. | Berlin-Rahnsdorf Hortwinkeler Weg |
| Hubertusstraße (Lage)             | 0220                   | Hubertus von Lüttich (um 656–727), Schutzpatron der Jagd                                                                                       | um 1910             | Sie liegt zwischen Wald-/ Eichen- und Birkenstraße. In Hessenwinkel wurde sie als Forststraße angelegt, aber wegen der gleichnamigen Straße in der Nachbarkolonie umbenannt. | Berlin-Rahnsdorf Hubertusstraße |
| Im Haselwinkel (Lage)             | 0450                   | Flurname Hasselwinkel, der auch Hessenwinkel den Namen gab                                                                                     | 24. Jan. 1938       | Die Straße in der Ortslage Hessenwinkel verläuft zwischen Biberpelz- und Kanalstraße. Sie entstand 1938 aus der Zusammenfassung der Kastanien-, Insel- und des Teils der Spreestraße ab der „Hohen Brücke“. | Berlin-Rahnsdorf Im Haselwinkel · Berlin-Rahnsdorf Im Haselwinkel                                                                                                 |
| Im Winkel (Lage)                  | 0120                   | Lage | um 1935             | Der unbefestigte Fahrweg liegt zwischen Biberpelzstraße und Lagunenweg und erschließt (etwa) 75°-gewinkelt west-süd-gerichtet Grundstücke am Kanal I der Neu-Venedig bewässert. | Berlin-Rahnsdorf Im Winkel |
| Ingeborg-Hunzinger-Straße (Lage)  | 1120                   | Ingeborg Hunzinger (1915–2009), Bildhauerin mit einem Atelier in Rahnsdorf                                                                     | 19. Juli 2015       | Die neu benannte Straße verläuft zwischen Fürstenwalder Damm und S-Bahnhof und war bis 2015 ein Abschnitt der Straße nach Fichtenau. Um den Anteil der nach Frauen benannten Straßen zu erhöhen, beschloss das Bezirksamt Treptow-Köpenick, einen Abschnitt dieser Straße umzubenennen. Die Widmung erfolgte mit dem am 21. April 2015 gefassten Beschluss Nr. 363/15 des Bezirksamtes. Die Benennung nimmt Bezug auf den 100. Geburtstag der Künstlerin, wurde jedoch aus Anlass ihres 6. Todestages vollzogen. Am südlichen Ende der Straße erreicht die Straßenbahnlinie 61 von Friedrichshagen entlang dem Fürstenwalder Damm kommend die Endhaltestelle Rahnsdorf/Waldschänke. | Berlin-Rahnsdorf Ingeborg-Hunzinger-Straße · Berlin-Rahnsdorf Ingeborg-Hunzinger-Straße                                                                           |
| Inselstraße (Lage)                | 0040                   | Insel | nach 1990           | Die Inselstraße führt als Stichstraße von Im Haselwinkel zum Ufer der Müggelspree. Der Straße sind keine Grundstücke zugeordnet. Der Name der Straße verweist auf die im Südteil der „Kolonie Hessenwinkel“ durch die Spreebegradigung 1879 entstandene Insel. Für 1937 ist im Adressbuch die Inselstraße als unbebaut mit dem Anschluss an die Kastanienstraße aufgeführt. In der Länge parallel zum Ufer der Müggelspree wurde die Trasse 1938 in Im Haselwinkel eingebunden und der Name gelöscht. Im Straßenverzeichnis 1939 ist die Inselstraße in Hessenwinkel nicht aufgeführt. Unter dem Namen Inselstraße wurde die kurze zum Ufer führende Straße wieder aufgenommen. Sie ist im Berliner Straßenverzeichnis unter 09104 in der Ortslage Hessenwinkel (Rahnsdorf / 0912) genannt und liegt zwischen Im Haselwinkel 36 und 38 gegenüber von 37. | Berlin-Rahnsdorf Inselstraße |
| Kageler Weg (Lage)                | 0300                   | Kagel, Ortsteil der Gemeinde Grünheide in Brandenburg                                                                                          | 10. Apr. 1931       | Auf der Trasse von Straße 477 und Fußweg 477a wurde der Weg angelegt, der zwischen Püttberge- und Kalkbergeweg verläuft. | Berlin-Rahnsdorf Kageler Weg |
| Kalkbergeweg (Lage)               | 1040                   | Kalkberge, ehemaliger Ortsteil der Gemeinde Rüdersdorf in Brandenburg                                                                          | 10. Apr. 1931       | Er liegt zwischen Grünheider und Waldweg, über letzteren hinaus als Sackgasse. Die Straße wurde nach 1900 als Sedanstraße angelegt. 1931 wurde diese mit den Straßen 471, 472 zusammengefasst und erhielt den heutigen Namen. | Berlin-Rahnsdorf Kalkbergeweg |
| Kanalstraße (Lage)                | 0550                   | Der Kanal, seit 1879 ein Spreearm | vor 1925            | Die Straße liegt zwischen Lindenstraße und dem Kanal, der bei der Begradigung der Müggelspree im Jahr 1879 als künstlicher Spreearm entstand. | Berlin-Rahnsdorf Kanalstraße Haus Burgfrieden · Berlin-Rahnsdorf Kanalstraße                                                                                      |
| Kirchstraße (Lage)                | 0240                   | Taborkirche in Wilhelmshagen | vor 1925            | Sie liegt zwischen Schönblicker und Fahlenbergstraße, östlich der im Jahr 1911 eingeweihten Kirche. | Berlin-Rahnsdorf Kirchstraße |
| Kolpiner Weg (Lage)               | 0130                   | Kolpin, Ortsteil der Gemeinde Reichenwalde in Brandenburg                                                                                      | 10. Juli 1964       | Er liegt zwischen Fredersdorfer Weg und Mönchsheimer Straße. Bei der Benennung wurden die Straßen 465, 468 und 469 des Bebauungsplans zusammengefasst und der Weg geschaffen. Am nördlichen Ende dieses Weges steht auf einem künstlichen Hügel das Kriegerdenkmal für die Verstorbenen aus Rahnsdorf in den beiden Weltkriegen. Das Monument wurde im 21. Jahrhundert frisch renoviert (unteres Bild). | Kolpiner Weg · Kriegerdenkmal am Kolpiner Weg |
| Kruggasse (Lage)                  | 0050                   | Dorfkrug, seit 1550 im Fischerdorf Rahnsdorf vorhanden                                                                                         | vor 1930            | Die Gasse geht nach Südost von der Dorfstraße zur Müggelspree mit dem Fähranleger der F 23 und der Ruderfähre F 24. | Berlin-Rahnsdorf Kruggasse · Berlin-Rahnsdorf Kruggasse |
| Kuckuckssteig (Lage)              | 0280                   | Kuckuck, Vogelfamilie | um 1964             | Er liegt zwischen Fürstenwalder Allee und Drosselweg und erschließt über Kanal I und II Neu-Venedig. | Kuckucksteig südwärts gesehen, Ecke Gaststätte Neu-Venedig |
| Küsterwiesen* (Lage)              | 0065                   | Küster und Wiese, vermutlich – wie die Straße Am Küstergarten – nach dem überlieferten Flurnamen                                               | um 1964             | Der Verkehrsweg, in der amtlichen Straßenliste nicht enthalten, ist eine Sackgasse und bildet die südwestliche Fortsetzung des Paul-Rahn-Wegs. Gleichzeitig ist er eine Querstraße von An den Bänken. Von hier aus führt ein Fußweg über den Großen Bänkegraben zur Feriensiedlung Küsterwiesen. | |
| Kurze Straße (Lage)               | 0050                   | geringe Länge der Straße | um 1927             | Der Fußweg liegt östlich der Kanalstraße am Dämeritzsee. | Berlin-Rahnsdorf Kurze Straße |
| Lachsfang (Lage)                  | 0310                   | Lachs, Speisefisch | 1. Juli 2008        | Auf Anwohnerwunsch wurde die Straße 564 2008 benannt, sie liegt zwischen Quappenzeile und Dorfstraße. Der Name nimmt Bezug auf den Fischfang der Rahnsdorfer im Müggelsee. | Berlin-Rahnsdorf Lachsfang |
| Lagunenweg (Lage)                 | 0650                   | Lagune, ortsbezogen auf die Kanalsituation von Neu-Venedig                                                                                     | 20. Apr. 1948       | Die Straße erschließt zwischen Fürstenwalder Allee und Biberpelzstraße den östlichen Zugang zur Siedlung Neu-Venedig, wobei der Bezug zur Lagune in Venedig auch durch den Rialtoring im Westen unterstrichen wird. | Berlin-Rahnsdorf Lagunenweg |
| Langewahler Weg (Lage)            | 0180                   | Langewahl, Gemeinde in Brandenburg | 10. Juli 1964       | Der Weg, zuerst Straße 486, liegt zwischen Grünheider Weg und dem Waldrand der Püttberge. | Berlin-Rahnsdorf Langewahler Weg |
| Langfuhrer Allee (Lage)           | 0330                   | Langfuhr, Stadtteil von Danzig in Westpreußen, seit 1945 von Gdańsk in Polen                                                                   | 9. Sep. 1931        | Als Straße 500 eingerichtet, wurde sie 1931 benannt und liegt zwischen Hochland- und Schönblicker Straße, am zentralen Platz mit der Taborkirche. | Berlin-Rahnsdorf Langfuhrer Allee · Berlin-Rahnsdorf Langfurher Allee                                                                                             |
| Lassallestraße (Lage)             | 0730                   | Ferdinand Lassalle (1825–1864), Politiker und Publizist                                                                                        | 31. Mai 1951        | Sie liegt zwischen Hochlandstraße und Forstmeisterweg am Waldrand und wurde in der Kolonie Neu-Rahnsdorf (Wilhelmshagen) als Pleßstraße angelegt. Im 1903 erbauten Haus Nummer 67 verstarb Clara Müller-Jahnke 1905. | Berlin-Rahnsdorf Lasallestraße |
| Lerchenweg (Lage)                 | 0230                   | Lerche, Singvogel | um 1964             | Er liegt zwischen Elster- und Schwanenweg in Neu-Venedig. | Berlin-Rahnsdorf Lerchenweg |
| Lindenstraße (Lage)               | 1240                   | Linde, Laubbaum | um 1890             | Die Straße in Hessenwinkel liegt zwischen Eichenstraße und über die Ahornstraße hinaus durch das vormalige Kasernengelände wurde sie in den 2000er Jahren bis zur Fürstenwalder Allee verlängert. Zwei Gebäude in dieser Straße (Nummer 20 und 21) sind gelistete Baudenkmale. | Berlin-Rahnsdorf Lindenstraße · Berlin-Rahnsdorf Lindenstraße |
| Lutherstraße (Lage)               | 0450                   | Martin Luther (1483–1546), Reformator | vor 1920            | Die in Hessenwinkel verlaufende Straße verbindet die Fürstenwalder Allee mit der Müggelspree. | Berlin-Rahnsdorf Lutherstraße · Berlin-Rahnsdorf Lutherstraße |
| Lübecker Straße (Lage)            | 0200                   | Lübeck, Stadt in Schleswig-Holstein | vor 1993            | Die Lübecker Straße führt durch Waldgebiet im Ortsteil und verbindet zwei Ortslagen von Schöneiche. | Berlin-Rahnsdorf Lübecker Straße |
| Mariannensteig (Lage)             | 0120                   | Marianne, weiblicher Vorname | um 1964             | Der Fußweg 532 wurde 1964 benannt. Er geht vom Finkenweg östlich ab und führt über Kanal I als Fußweg zum Lagunenweg. | Mariannensteig in Neu-Venedig |
| Mausohrweg (Lage)                 | 0430                   | Mausohren, Fledermausgattung | 23. Nov. 2019       | Die T-förmig verlaufende Straße zweigt von der Fürstenwalder Allee ab. Sie liegt in einer am Anfang der 2020er Jahre errichteten Neubausiedlung direkt an der Stadtgrenze zu Erkner. | Berlin-Rahnsdorf Mausohrweg |
| Mönchsheimer Straße (Lage)        | 0740                   | Mönchsheim, Wohnplatz der Gemeinde Hoppegarten in Brandenburg                                                                                  | 8. März 1935        | Die im westlichen Bereich gepflasterte Straße hat Gehsteige, im östlichen Abschnitt ist lediglich die Fahrbahn asphaltiert, Gehwege sind nicht vorhanden. Sie entstand aus den 1910 angelegten Straße 457, Straße 463 sowie 463-2b. Der Verkehrsweg liegt zwischen Fichtenauer Straße und Berghofer Weg. | Mönchsheimer Straße |
| Müggelspreeweg (Lage)             | 0400                   | Müggelspree, Gewässer an der südlichen Ortsteilgrenze                                                                                          | 23. Juli 2001       | Der Müggelspreeweg, in Wilhelmshagen eine befestigte Anliegerstraße, verläuft zwischen Lagunenweg und der in Hessenwinkel liegenden Wolfgang-Steinitz-Straße. Im Bereich Rahnsdorf ist er beidseits mit Siedlungshäusern bebaut. Die östlichen in den 2010er Jahren erbauten Häuser wurden durch kurze Stichstraßen angeschlossen. | Berlin-Rahnsdorf Müggelspreeweg |
| Müggelwerderweg (Lage)            | 0580                   | Müggelwerder, Insel in der Bucht Die Bänke des Großen Müggelsee                                                                                | vor 1925            | Der Weg liegt zwischen Mühlenweg und Die Bänke, wo sich die Abfahrtsstelle der Fährlinie F 23 nach Müggelhort und Müggelheim und der Ruderfähre F 24 befindet. | Berlin-Rahnsdorf Müggelwerderweg |
| Mühlenweg (Lage)                  | 0970                   | Mühle am Fredersdorfer Mühlenfließ | 17. Jhd.            | Der Mühlenweg liegt zwischen Seestraße/Fürstenwalder Allee und der Dorfstraße, parallel zur Allee. Die Rahnsdorfer Mühle war eine Schneidemühle die zwischen 1654 und Ende des 19. Jahrhunderts nahe der Mündung des Fließes in den Müggelsee bestand. Von dem Mühlengebäude sind die Mühlsteine erhalten und unter Denkmalschutz gestellt. | Berlin-Rahnsdorf Mühlenweg |
| Nickelswalder Straße (Lage)       | 0310                   | Nickelswalde, Ort in Westpreußen an der Weichselmündung, seit 1945 Mikoszewo in Polen                                                          | 9. Aug. 1929        | Die Straße 506 wurde 1929 nach der Nachbarortschaft von Danzig benannt. Sie verläuft über den Platz an der Taborkirche zur Güttlander Straße gegenüber zwischen Schönblicker Straße und Fürstenwalder Allee. | Berlin-Rahnsdorf Nickelswalder Straße |
| Paul-Rahn-Weg (Lage)              | 0380                   | Paul Rahn (1934–2002), Fährmann und Rahnsdorfer Original                                                                                       | 2010                | Der Weg trug bis 2010 die Bezeichnung Straße 13a. Er geht südlich vom Aalstieg ab und führt am Großen Bänkegraben entlang zur Müggelspree. | Berlin-Rahnsdorf Paul-Rahn-Weg |
| Petershagener Weg (Lage)          | 0470                   | Petershagen, Ortsteil der Gemeinde Petershagen/Eggersdorf in Brandenburg                                                                       | 20. Juli 1938       | Er liegt zwischen Freienbrinker Saum und Püttbergeweg und wurde um 1900 als Kronprinzenstraße angelegt. Umliegende Straßen und Wege sind heute ebenfalls nach Orten aus der näheren Umgebung benannt. | Berlin-Rahnsdorf Petershagener Weg |
| Platz am Wasser (Lage)            | 0600                   | an einem Spreearm | 2020                | Der Platz ist eine öffentliche Grünanlage und hat die postalische Adresse Biberpelzstraße 22a. Er liegt in der direkten südlichen fußläufigen Fortsetzung des Lagunenwegs. Zwei Bänke und viel Grün laden zum Verweilen. Die Namensgebung scheint eher inoffiziell zu sein. | |
| Plutoweg (Lage)                   | 0800                   | Pluto, griechischer Gott der Unterwelt | 20. Apr. 1948       | Er liegt zwischen Mühlenweg und Rialtoring und trug zuvor nach dem Bebauungsplan die Bezeichnung Straße 528. | Berlin-Rahnsdorf Plutoweg · Berlin-Rahnsdorf Plutoweg |
| Püttbergeweg (Lage)               | 1760                   | Püttberge, Anhöhen zwischen Rahnsdorf und Wilhelmshagen                                                                                        | 20. Juli 1938       | Der Weg verläuft von der Kreuzung Fürstenwalder Allee / Seestraße geradewegs ostwärts direkt durch die namensgebende Hügelkette. Bis zum Waldweg ist er ein für Kraftfahrzeuge benutzbarer Weg, darüber hinaus nur ein Fuß- und Radweg. Er endet an der Erknerstraße. Mit der Kolonie Wilhelmshagen als Hohenzollernstraße angelegt, erfolgte 1938 die Umbenennung von mehrfach gleichen Straßennamen seit der Bildung der Gemeinde Groß-Berlin. Erwähnenswert ist das kirchliche Gebäude ‚Wichernheim‘, das den evangelischen Kindergarten „Arche Noah“ beherbergt (unteres Bild). | Berlin-Rahnsdorf Püttbergeweg · Berlin-Rahnsdorf Püttbergeweg Kita                                                                                                |
| Quappenzeile (Lage)               | 0280                   | Quappe, Süßwasserfisch | 1. Aug. 2008        | Die Straße 562 wurde auf Anwohnerwunsch 2008 umbenannt, die Zeile liegt östlich der Hechtstraße und von ihr gehen Forellensprung und Lachsfang nach Süden ab. | Berlin-Rahnsdorf Quappenzeile |
| Rhedaer Weg (Lage)                | 0150                   | Rheda, Stadt in Westpreußen, seit 1945 Reda in Polen                                                                                           | 10. Apr. 1931       | Er liegt zwischen Nickelswalder und Grünelinder Straße in Wilhelmshagen und hieß vorher Straße 505. | Berlin-Rahnsdorf Rhedaer Weg |
| Rialtoring (Lage)                 | 1250                   | Rialto, Stadtgebiet von Venedig in Italien, bekannt vor allem durch die Rialtobrücke                                                           | 20. Apr. 1948       | Nach dem Bebauungsplan als Straße 520 und 526 angelegt, wurde sie 1948 zusammengefasst und benannt. Der Ring verläuft L-förmig zwischen Fürstenwalder Allee und Lagunenweg. Im Jahr 1926 wurde ein Wiesengelände des Gutes Rahnsdorf durch Kanäle trockengelegt und eine Wassersportkolonie gegründet. Diese erhielt die Bezeichnung Neu-Venedig. Der Straßenname nimmt wie das Wohnviertel Bezug auf die italienische Stadt und dessen bekanntes Bauwerk, die Rialtobrücke. | Berlin-Rahnsdorf Rialtoring · Berlin-Rahnsdorf Rialtoring |
| Richard-Hilliges-Weg (Lage)       | 160                    | Richard Hilliges (1889–1970), Fährmann in Rahnsdorf                                                                                            | 20. Dez. 2010       | Im Jahr 2010 erfolgte die Umbenennung der Straße 567a. Der Hilliges-Weg liegt zwischen Aalstieg und Richard-Hörnke-Weg. Hilliges richtete um 1911 mit einer Ruderfähre den Fährbetrieb zwischen dem Ortskern von Rahnsdorf und den Müggelheimer Wiesen ein und betrieb diesen bis 1942 selbst, danach bis 1945 zusammen mit seiner Frau im Familienbetrieb. | Berlin-Rahnsdorf Richard-Hilliges-Weg |
| Richard-Hörnke-Weg (Lage)         | 390                    | Richard Hörnke, (1900–1985), Fährmann in Rahnsdorf                                                                                             | 20. Dez. 2010       | Ein Teil vom Fußweg 552 wurde 2010 benannt. Der Hörnke-Weg liegt zwischen An den Bänken und Lachsfang. Das nach Norden abgehende Teilstück behielt die vorherige Bezeichnung. Hörnke war nach Richard Hilliges der Fährmann nach Müggelheim und Müggelhort. | Berlin-Rahnsdorf Richard-Hörncke-Weg |
| Rotkehlchenweg (Lage)             | 280                    | Rotkehlchen, Singvogel | um 1958             | Er liegt in Neu-Venedig als Sackgasse östlich vom Rialtoring zwischen Kanal IV und V. | Berlin-Rahnsdorf Rotkehlchenweg |
| Saarower Weg (Lage)               | 0280                   | Bad Saarow, Gemeinde in Brandenburg | 10. Juni 1964       | Er umfasst die Parzellen 2–51 und ist die östliche Fortsetzung vom Grünheider Weg, abgehend zum Waldrand der Püttberge. Nach dem Bebauungsplan hieß er zuerst Straße 487. Am Saarower Weg befindet sich das Wilhelm-Fahle-Sportstadion. Gegenüber dem Haus 51 steht liegt ein Granitfindling zum Gedenken an die Dichterin Clara Müller-Jahnke. (Bild) Entlang dieses Weges (Parzelle 51) erstreckt sich der evangelische Friedhof Rahnsdorf. | Berlin-Rahnsdorf Saarower Weg · Berlin-Rahnsdorf Saarower Weg |
| Schettkatstraße (Lage)            | 0210                   | Albert Schettkat (1902–1945), Politiker, Widerstandskämpfer gegen das NS-Regime                                                                | 31. Mai 1951        | Der erste Name war Stolbergstraße (1902–1951). Sie liegt zwischen Hochland-/Lassalle- und Erknerstraße. | Berlin-Rahnsdorf Schettkatstraße |
| Schleiengang (Lage)               | 0480                   | Schleie, Karpfenfisch | 31. Mai 1951        | Bis 2008 trug er den offiziellen Namen Straße 538, er liegt zwischen Plutoweg und als Sackgasse über Blumeslake hinaus. | Berlin-Rahnsdorf Schleiengang · Berlin-Rahnsdorf Schleiengang Kanal V                                                                                             |
| Schönblicker Straße (Lage)        | 0550 + 320             | Schönblick, Siedlung der Nachbargemeinde Woltersdorf in Brandenburg                                                                            | 10. Mai 1951        | Im Jahr 1892 als Wilhelmstraße und Nord-Süd-Achse in der Siedlung Wilhelmshagen angelegt, wurde sie 1951 nach der hinter dem Köpenicker Forst gelegenen Landhaussiedlung in Woltersdorf umbenannt. Sie bildet noch immer die Haupt- und Geschäftsstraße zwischen Erknerstraße und Fürstenwalder Allee. Sie verläuft vom Bahnhof Berlin-Wilhelmshagen zur Fürstenwalder Allee. In der Mitte vom Kreuzungsbereich mit der Langfuhrer Straße (ehemals Wilhelmplatz) steht die evangelische Taborkirche. | Bahnhof Wilhelmshagen · Berlin-Rahnsdorf Schönblicker Straße Taborkirche · Berlin-Rahnsdorf Schönblicker Straße                                                   |
| Schöneicher Landstraße (Lage)     | 0800 (im Ortsteil)     | Schöneiche, Nachbargemeinde in Brandenburg | um 1919             | Die Straße setzt sich in Friedrichshagen unter gleicher Berliner Straßenbezeichnung fort. Sie führt durch den Forst bis an die Stadtgrenze zu Schöneiche, wo sie jedoch einen anderen Namen trägt. | Berlin-Rahnsdorf Schöneicher Landstraße |
| Schonungsweg (Lage)               | 0100                   | Schonungsberg, benachbarte Erhebung | 17. Mai 1930        | Er liegt zwischen Fredersdorfer und Grünheider Weg, entstanden aus Straße 468 des Bebauungsplanes und dem anschließenden Fußweg. Fredersdorf ist über eine Treppenanlage angeschlossen. | Berlin-Rahnsdorf Schonungsweg |
| Schwanenweg (Lage)                | 0220                   | Schwan, Entenvogel | um 1964             | Parallel zum Kanal I liegt der Weg zwischen Rialtoring und Elsterweg in Neu-Venedig. | Berlin-Rahnsdorf Schwanenweg |
| Seestraße (Lage)                  | 0730                   | Müggelsee, Richtung der Straße | um 1895             | Die Straße liegt zwischen Fürstenwalder Allee und Wiesenstraße, über die sie als Sackgasse bis an den Müggelsee und als Weg auf die Insel Müggelwerder führt. | Berlin-Rahnsdorf Seestraße |
| Seidenbienenweg (Lage)            | 0160                   | Seidenbienen, Gattung der Bienen | 1. Okt. 2009        | Der Seidenbienenweg mit seinen Grundstücken 2–14 (gerade) hieß bis 2009 Straße 523. Er liegt (als Weg nicht durchgehend) zwischen Birkenstraße und Wolfgang-Steinitz-Straße. | Berlin-Rahnsdorf Seidenbienenweg |
| Springeberger Weg (Lage)          | 0180                   | Springeberg, Wohnplatz der Nachbargemeinde Woltersdorf in Brandenburg                                                                          | 20. Juli 1938       | Der Weg liegt zwischen Püttberge- und Woltersdorfer Weg. Er wurde um 1900 angelegt und erhielt den Namen Adalbertstraße. Auf den Grundstücken 8 und 10 befinden sich zwei Kupferhäuser (gelistete Baudenkmale) | Springeberger Weg · Kupferhaus Springeberger Weg 8 |
| Steinfurther Weg (Lage)           | 0110                   | Steinfurt, Gemeindeteil der Gemeinde Gosen-Neu Zittau in Brandenburg                                                                           | 20. Juli 1938       | Er liegt zwischen Waldschützpfad und Buriger Weg. Er ist der östliche Teil der 1900 angelegten Mittelstraße, die in der Mitte längs durch das Koloniegelände geplant war, von der jedoch ein östlich anschließender Abschnitt überbaut wurde. An der Ecke mit dem Waldschützpfad ist ein frisch renoviertes zweistöckiges Wohnhaus erhalten, das die Jahreszahl 1912 trägt. Es ist jedoch nicht als Baudenkmal ausgewiesen. | Steinfurther Weg |
| Steinhöfeler Weg (Lage)           | 0230                   | Steinhöfel, Gemeinde in Brandenburg | 4. Nov. 1935        | Er liegt zwischen Fredersdorfer Weg und Mönchsheimer Straße, über die er sich als Sackgasse nach Norden fortsetzt. Er wurde 1935 aus Straße 469 und Straße 460a zusammengefasst. | Steinhöfeler Weg |
| Straße 5d (Lage)                  | 0140                   | nummeriert nach Bebauungsplan | vor 1920            | Diese inoffizielle Bezeichnung verlängert den Fredersdorfer Weg vom Kolpiner zum Grünheider Weg und erschließt anliegende Hintergrundstücke. Die Straßenbezeichnung ist im Adressbuch von 1922 als Querstraße vermerkt. | Berlin-Rahnsdorf Straße 5d |
| Straße 545 (Lage)                 | 0170                   | nummeriert nach Bebauungsplan | vor 1925            | Die Grundstücke 6–10 auf der Ostseite und westlich die Kleingartenanlage werden durch die Straße nördlich der Blumeslake erschlossen. | Berlin-Rahnsdorf Straße 545 |
| Straße 546 (Lage)                 | 0180                   | nummeriert nach Bebauungsplan | vor 1925            | Die Straße am westlichen Ende der Blumeslake erschließt neu angelegte Grundstücke auf dem Gebiet der ehemaligen Kleingartenanlage am Stichkanal oder Altarm genannten nördlichen Abzweig der Müggelspree | Berlin-Rahnsdorf Straße 546 |
| Straße 567 (Lage)                 | 0160                   | nummeriert nach Bebauungsplan | vor 1925            | Die Straße mit den Grundstücken 1–5 und 15 führt nur als Hinterstraße durch die vorherige Kleingartenanlage zwischen Aalstieg und Richard-Hörnke-Weg. | Berlin-Rahnsdorf Straße 567 |
| Straße 574 (Lage)                 | 0310                   | nummeriert nach Bebauungsplan | vor 1925            | Die Straße 574 liegt östlich der Dorfstraße in Richtung Schleiengang, endet aber am querliegenden Grundstück 1. | Berlin-Rahnsdorf Straße 574 |
| Straße nach Fichtenau (Lage)      | 0840                   | Fichtenau, Wohnplatz der Nachbargemeinde Schöneiche in Brandenburg                                                                             | nach 1930           | Die Straße führt vom S-Bahnhof Rahnsdorf nordostwärts zur Stadtgrenze nach Fichtenau, wo sie in die Geschwister-Scholl-Straße übergeht. Parallel neben einem Abschnitt der Straße fährt die Straßenbahnlinie 87 vom S-Bahnhof Rahnsdorf nach Woltersdorf. Der südliche Abschnitt der Straße wurde 2015 in Ingeborg-Hunzinger-Straße benannt. Zur Straße nach Fichtenau gehören die Grundstücke 1 und 3. Sie liegen nördlich der Bahnstrecke (S-Bahnhof Rahnsdorf) im Nordostwinkel und mit dem Alten Fischerweg 4 befindet sich darauf die Revierförsterei Rahnsdorf. | Berlin-Rahnsdorf Straße nach Fichtenau |
| Triglawstraße (Lage)              | 0410                   | Triglaw, in der slawischen Mythologie höchste Gottheit über Himmel, Erde und Unterwelt                                                         | um 1912             | Die Straße zwischen Im Haselwinkel und Wodanstraße bildet über die Triglawbrücke den Zugang zu der Insel im Süden von Hessenwinkel, die beim Anlegen des Spreekanals durch Begradigung 1879 entstand. Auf den Müggelbergen soll sich eine slawische Opfer- und Orakelstätte mit dem Bild dieses dreiköpfigen Gottes Triglaw befunden haben. | Triglawstraße: Triglawbrücke über die neue Spree · Berlin-Rahnsdorf Triglawstraße Ausflugsrestaurant                                                              |
| Ukeleipfad (Lage)                 | 0170                   | Ukelei, Karpfenfisch | 9. Sep. 1931        | Die zwischen Fürstenwalder Allee und Mühlenweg liegende Straße 554 wurde 1931 benannt. | Berlin-Rahnsdorf Ukeleipfad |
| Vogelsdorfer Steig (Lage)         | 0450                   | Gemeindeteil der Gemeinde Fredersdorf-Vogelsdorf in Brandenburg                                                                                | 20. Juli 1938       | Der Steig zwischen Püttbergeweg bis Freienbrinker Saum ist bereits um 1900 in der Kolonie westlich von Neu-Rahnsdorf als Prinz-Heinrich-Straße geplant und angelegt worden, war aber bei der Umbenennung 1938 noch unbebaut. | Berlin-Rahnsdorf Vogelsdorfer Steig |
| Waldschützpfad (Lage)             | 0400                   | Waldschütz, poetisch für Jäger | 20. Juli 1938       | Die Straße, um 1900 mit der „Kolonie Rahnsdorfer Mühle“ eingerichtet, war hier schon vorher als Forststraße vorhanden. Sie verläuft zwischen Püttbergeweg und Freienbrinker Saum. In dieser Straße sind einige ältere gut renovierte Wohnhäuser erhalten, darunter auch ein Fachwerkhaus, die jedoch keine Baudenkmale sind. | Berlin-Rahnsdorf Waldschützpfad |
| Waldstraße (Lage)                 | 1030                   | am Waldrand verlaufend | vor 1925            | Die Straße liegt zwischen Lutherstraße und Im Haselwinkel in Hessenwinkel. Die Bebauung mit den Grundstücken 1–42 (fortlaufend) liegt seeseitig, die nördliche Straßenseite zieht sich am Wald lang. Hier befindet sich die Waldkapelle der evangelischen Kirchgemeinde Rahnsdorf. | Berlin-Rahnsdorf Waldstraße · Berlin-Rahnsdorf Waldstraße |
| Waldweg (Lage)                    | 0260                   | Waldgebiet des nördlichen Teils der Püttberge                                                                                                  | vor 1930            | Der Weg im östlichen Teil der hier liegenden Siedlung liegt zwischen Kalkberge- und Püttbergeweg. Das einzige bebaute Grundstück Nummer 14 liegt an der Westseite, an der anderen Straßenseite befindet sich der Wald. | Berlin-Rahnsdorf Waldweg |
| Weichselmünder Weg (Lage)         | 0350                   | Weichselmünde, Ort und Festung in Westpreußen, seit 1945 Gdańsk-Wisłoujście in Polen                                                           | 9. Aug. 1929        | Diese Querstraße, vorher Straße 507 des Bebauungsplans, im Süden von Wilhelmshagen, liegt zwischen Schönblicker und Grünelinder Straße. | Berlin-Rahnsdorf Weichselmünder Weg |
| Wiebelskircher Weg (Lage)         | 0600                   | Wiebelskirchen, Stadtteil von Neunkirchen im Saarland                                                                                          | 5. Juli 1935        | Die Straße liegt im Siedlungsgebiet Wilhelmshagen zwischen Schettkatstraße und Grenzbergeweg. Die Namensgebung der im Jahr 1892 angelegten Dernburgstraße erfolgte beim Anschluss des Saargebietes 1935. | Berlin-Rahnsdorf Wiebelskircher Weg |
| Wiesenstraße (Lage)               | 0470                   | Keilwiese, vormals hiesiges Flurstück | vor 1925            | Die acht Meter breite Straße hat zumeist auf beiden Seiten Rasenbankett und liegt zwischen See- und Hechtstraße in der Ortslage „Rahnsdorfer Mühle“. | Berlin-Rahnsdorf Wiesenstraße |
| Wodanstraße (Lage)                | 0330                   | Wodan, Hauptgott der nordischen Mythologie | um 1912             | Die Straße im Osten der Hessenwinkler Südinsel liegt zwischen der Baldur- und der Triglawstraße und erschließt beidseits als Sackgasse die Grundstücke am Ufer des Dämeritzsee. Der Name des germanischen Wodan ergänzt Triglaw, den slawischen Hauptgott. | Berlin-Rahnsdorf Wodanstraße |
| Wolfgang-Steinitz-Straße (Lage)   | 0400                   | Wolfgang Steinitz (1905–1967), Linguist und Volkskundler                                                                                       | 1. März 2007        | Die Straße 522 erhielt 2007 ihren Namen. Sie liegt in Hessenwinkel zwischen Biberpelz- und Fahlenbergstraße. | Berlin-Rahnsdorf Wolfgang-Steinitz-Straße |
| Woltersdorfer Landstraße (Lage)   | 0710 (im Ortsteil)     | Woltersdorf, Nachbargemeinde in Brandenburg | überliefert         | Diese Straße liegt im Ortsteil von der Stadtgrenze zu Woltersdorf im Norden und führt am Jagen 205 mit 520 Meter an der Stadtgrenze zum östlich gelegenen Woltersdorf an der Ostseite der Straße. 150 Meter südlich schließt sich zudem noch an der Westseite die Stadtgrenze zu Erkner an, in einer Länge von 550 Metern. Somit bildet nur die Straße selbst den Zugang zu einem Rahnsdorfer Waldstück am Flakensee. Nach Süden setzt sich die Straße gleichnamig in Erkner fort. | Berlin-Rahnsdorf Woltersdorfer Landstraße |
| Woltersdorfer Weg (Lage)          | 0440                   | Woltersdorf, Nachbargemeinde in Brandenburg | um 1925             | Er liegt zwischen Fürstenwalder Allee und Freienbrinker Saum. Die Straße wurde um 1900 als Bahnhofstraße eingerichtet, da über den Hegemeisterweg der Bahnhof Berlin-Rahnsdorf erreichbar ist. Der letztere blieb im Ausbauzustand eines Waldweges. | Berlin-Rahnsdorf Woltersdorfer Weg · Berlin-Rahnsdorf Woltersdorfer Weg                                                                                           |
| Zeesener Weg (Lage)               | 0300                   | Zeesen, Ortsteil der Stadt Königs Wusterhausen in Brandenburg                                                                                  | 10. Juli 1964       | Der Zeesener Weg ist eine schmale Siedlungsstraße mit Asphaltdecke, aber unbefestigten Randstreifen ohne Straßenentwässerung und geht östlich vom Grünheider Weg ab. Er führt als Fahrweg zum Waldrand an den Püttbergen und geht dort in einen Forstweg über. | Berlin-Rahnsdorf Zeesener Weg |

## Ehemalige und geplante Straßen
Im Adressbuch 1922 sind außer den in der folgenden Übersicht enthaltenen Straßen weitere Verkehrswege und zwei Plätze mit ihren Plannummern aufgeführt. Die Straßen von Rahnsdorf und Wilhelmshagen liegen dabei in getrennten Kapiteln:

1a, 2, 4, 5, 5b, 6, 7, 8, 8a, 8b, 9a, 10b, 11, 13b, 16, 17, 19, 20, 21, 23, 27, 29, 29a, 31, 34, 35, 36, 37, 38, 39, 41, 42, 43 sowie die Plätze C und II.
| Ursprünglicher Name         | von         | bis           | umbenannt                                 | Anmerkung |
| --------------------------- | ----------- | ------------- | ----------------------------------------- | --- |
| Adalbertstraße              | nach 1900   | 20. Juli 1938 | → Springeberger Weg                       | Adalbert (1811–1873), Prinz von Preußen, Generalinspekteur der preußischen Marine 1922 zwischen Hohenzollernstraße und Woltersdorfer Weg vermerkt. |
| Amtsstraße                  | um 1913     | 9. Nov. 1926  | → Fichtenauer Straße                      | 1922 ist sie zwischen Fürstenwalder Straße, Hohenzollernstraße und Straße 9a nach Bebauungsplan als Straße 8 angegeben. An der Kreuzung zur Fürstenwalder Straße (Chaussee) befand sich die Ortsamtsstelle der Gemeinde Rahnsdorf. |
| Bahnhofstraße Am Bahnhof    | um 1900     | um 1925       | → Woltersdorfer Weg                       | Der heutige Woltersdorfer Weg fortgesetzt durch den Hegemeisterweg führte zum Bahnhof Rahnsdorf. Die Niederschlesisch-Märkische Eisenbahn hatte 1879 in der Nähe des Fredersdorfer Fließes einen Haltepunkt eingerichtet. 1901 wurde das Bahnhofsgebäude eingeweiht und am 1. Mai 1902 der Vorortverkehr nach Erkner aufgenommen. Der Verlauf von Am Bahnhof wurde 1922 angegeben zwischen Rahnsdorf, über den Weg zum Freibad, den Hegemeisterweg, die Berliner Vorort-Eisenbahn, den Weg nach Fichtenau bis zur Gemarkung Fichtenau.                                      |
| Bismarckstraße              | um 1892     | 24. Mai 1951  | → Grenzbergeweg                           | Bismarck, bis 1890 Reichskanzler |
| Bülowstraße                 | um 1902     | 9. Nov. 1926  | → Fahlenbergstraße                        | Bernhard Ernst von Bülow (1815–1879), Staatssekretär im Auswärtigen Amt Zuerst war sie die Straße 13. Im Jahr 1926 wurde sie in den Schwarzen Weg einbezogen. |
| Dernburgstraße              | um 1892     | 5. Juli 1935  | → Wiebelskircher Weg                      | Bernhard Dernburg (1865–1937), Politiker und Bankier. Die Umbenennung erfolgte während der Zeit des Nationalsozialismus nach dem Erfolg der Volksabstimmung zum Anschluss des Saargebiets von 1935, aber auch wegen der jüdischen Herkunft Bernhard Dernburgs. |
| Der Entenwall               | vor 1922    | ?             | als gesonderte Grünfläche ausgewiesen.    | Enten. Laut Adressbucheintrag des Jahres 1922 lag dieser Weg zwischen Die Bänke und Kleinem Müggelsee und war unbebaut. |
| Dr.-Wilhelm-Külz-Straße     | vor 1989    | vor 1993      | → Lübecker Straße                         | Wilhelm Külz (1875–1948), Politiker (DDP, LDP), 1945 bis 1948 Vorsitzender der LDP. |
| Düppelstraße                | um 1900     | 10. Apr. 1931 | → Grünheider Weg                          | Sie verbindet die Grenz- mit der ehemaligen Hohenzollernstraße. Sie wurde um 1900 nach Düppel (heute Dybbøl, Dänemark) benannt, dem Ort der Düppeler Schanzen, im Deutsch-Dänischen Krieg 1864. |
| Forststraße (2)             | vor 1900    | 20. Juli 1938 | → Waldschützpfad                          | Die Straße entstand mit der Anlage der „Kolonie Rahnsdorfer Mühle“ und wurde wegen der Richtung zum ehemaligen königlichen Forst benannt. Die Umbenennung erfolgte 1938 zur Verringerung gleichnamiger Straßen im Zusammenschluss zu Groß-Berlin. Im Jahr 1922 ist der Verlauf zwischen Hohenzollern-, Mittel- und Grenzstraße angegeben. |
| Forststraße (1)             | überliefert | um 1910       | → Hubertusstraße                          | Die Straße entstand mit der Anlage der „Kolonie Hessenwinkel“ und lag neben der Waldstraße am Forst entlang, wegen der gleichnamigen Straße in der benachbarten Villenkolonie wurde sie bereits 1910 umbenannt. |
| Fürstenwalder Straße        | 19. Jhd.    | 21. Apr. 1932 | → Fürstenwalder Allee →Fürstenwalder Damm | Das Adressbuch 1922 gibt den Verlauf der Fürstenwalder Straße zwischen der Chaussee nach Friedrichshagen und der Gemarkung Wilhelmshagen, zurück bis zum Weg zum Bahnhof Rahnsdorf, an. Einige der Nebenstraßen tragen noch ihre Plannummern wie 8a, 7, 6, 5, 5b und 4. Bei der Umbenennung erfolgte eine Aufteilung in Allee und Chaussee. |
| Grenzstraße                 | um 1900     | 20. Juli 1938 | → Freienbrinker Saum                      | Die Straße bildete die nördliche Begrenzung der Bebauung des nach 1890 nördlich der Hohenzollernstraße angelegten Siedlungsgebiets zum Berliner Stadtforst hin. Unter Verlängerung mit der Straße 475 wurde der Begriff (Wald-)Saum bei der Umbenennung in Freienbrinker Saum gewählt. |
| Hauptstraße                 | um 1900     | 20. Juli 1938 | → Dannenreicher Pfad                      | Die Benennung der Straße verweist auf ihre zentrale Lage (also Hauptstraße) im nach 1890 nördlich der Hohenzollernstraße angelegten Siedlungsgebiet. 1938 erfolgte die Bereinigung von in Groß-Berlin mehrfach vorhandenen Straßennamen. |
| Hegemeisterweg              | um 1900     | 20. Juli 1938 | → Wanderweg durch den Wald                | Als Hegemeister wurde ein Beamter, zuständig für Forst- und Jagdschutz, bezeichnet, was in etwa einem heutigen Förster entspricht. Im Jahr 1922 ist der Hegemeisterweg als unbebaute Straße zwischen Grenzstraße und Bahnhof Rahnsdorf genannt. Im Jahr 1943 ist als einzige Bebauung die Gaststätte Waldklause (zum Bahnhof gehörig) an der Straße vermerkt. Der ortsnahe Endpunkt liegt am Waldschützpfad/Freienbrinker Saum. Derzeit (Stand: 2014) hat der Hegemeisterweg den Status eines Wanderweges durch den Berliner Forst, der Name ist nicht amtlich eingetragen. |
| Hohenzollernstraße          | um 1900     | 20. Juli 1938 | → Püttbergeweg                            | Hohenzollern, deutsches Herrschergeschlecht, insbesondere (um 1900) des Kaiserhauses (brandenburgisch-preußische Linie). Seit der Bildung von Groß-Berlin gab es in der Stadt Berlin mehrfach gleichnamige Straßen, die 1938 umbenannt wurden. |
| Inselstraße                 | nach 1890   | 24. Jan. 1938 | gelöscht → Im Haselwinkel                 | Die Spreebegradigung im Jahr 1879 führte zur Entstehung einer Insel im Südteil der Kolonie Hessenwinkel, die für die Straße namensgebend war. Die Straßenbezeichnung wurde 1938 gelöscht, die anliegenden Grundstücke in die Nummerierung der Straße Im Haselwinkel einbezogen. |
| Kaiser-Friedrich-Straße     | um 1900     | 24. Jan. 1938 | → Hortwinkeler Weg                        | Friedrich III. (1831–1888), König von Preußen, „99-Tage-Kaiser“ |
| Kaiserstraße                | nach 1905   | 24. Mai 1951  | → Hochlandstraße                          | Zum Zeitpunkt des Anlegens der Straße in der Kolonie ‚Wilhelms‘hagen war Wilhelm II. Deutscher Kaiser. Im Jahr 1951 wurden Straßennamen nach frühere Herrschern umbenannt. |
| Kaiser-Wilhelm-Straße       | um 1900     | 20. Juli 1938 | → Hohenbinder Steig                       | Wilhelm I. (1797–1888), König von Preußen, Deutscher Kaiser. Die Straße in Wilhelmshagen wurde wegen der mehrfach vorhandenen gleichnamigen in Groß-Berlin umbenannt. |
| Kastanienstraße             | um 1890     | 24. Jan. 1938 | gelöscht → Im Haselwinkel                 | Kastanie, Buchengewächs. Die Straßenbezeichnung wurde 1938 gelöscht, die anliegenden Grundstücke in die Nummerierung der Straße Im Haselwinkel einbezogen. |
| Königgrätzer Straße         | um 1900     | 11. Mai 1938  | → Hangelsberger Gang                      | Königgrätz, heute Hradec Králové in Tschechien, steht synonym für die Schlacht bei Königgrätz, in der preußische Truppen siegten. |
| Königin-Luise-Straße        | um 1900     | 20. Juli 1938 | → Am Mühlenfließ                          | Die im Volk beliebte Luise (1776–1810), Königin von Preußen, war namensgebend. Die Straße wurde 1938 umbenannt, da es durch die Bildung von Groß-Berlin mehrere Straßen gleichen Namens gab. |
| Kronprinzenstraße           | um 1900     | 20. Juli 1938 | → Petershagener Weg                       | Kronprinzen sind die Thronfolger in direkter Linie. Insbesondere war Prinz Wilhelm der erste Sohn (Kronprinz) von Kaiser Wilhelm II. und Auguste Victoria zum Zeitpunkt der Straßenbenennung. |
| Mittelstraße                | um 1900     | 20. Juli 1938 | → Bauernheideweg →Steinfurther Weg        | Die Straße war in der Mitte als West-Ost-Achse des nach 1890 nördlich der Hohenzollernstraße angelegten Siedlungsgebietes geplant und wurde durch die Bebauung unterbrochen. So wurde 1938 der westliche Teil zwischen Waldschützpfad und Buriger Weg in Steinfurther Weg, der größere Teil zwischen Hortwinkler Weg und Hangelsberger Gang in Bauernheideweg umbenannt. |
| Moltkestraße                | um 1892     | 31. Mai 1951  | → Eichbergstraße                          | Moltke (1800–1891) hatte den Vorsitz in einem „Fürstenkonzern“, der um 1890 die „Deutsche Volksbaugesellschaft“ mit dem Ziel ins Leben rief, ärmeren Schichten der Bevölkerung preiswertes Wohnen auf dem Lande zu ermöglichen. Auch die Siedlung Neu-Rahnsdorf (heute Wilhelmshagen) geht darauf zurück, ebenso die Straßennamen nach den Fürsten Pleß und Stolberg-Wernigerode sowie Graf Frankenberg. |
| Parkstraße                  | um 1900     | 20. Juli 1938 | → Buriger Weg                             | Die Straße im westlichen Teil der Siedlung nördlich von der Fürstenwalder Allee sollte wohl im Namen den Parkcharakter, abgrenzend zur (waldnahen) Forststraße aufnehmen. |
| Pleßstraße                  | um 1892     | 31. Mai 1951  | → Lassallestraße                          | Hochberg-Pleß (1833–1907) war wie Moltke an der „Deutschen Volksbaugesellschaft“ beteiligt, auf die auch Wilhelmshagen (Neu-Rahnsdorf) zurückgeht. Im Jahr 1951 wurde sie wie andere nach Fürsten benannte Straßen umbenannt. |
| Prinz-Albrecht-Straße       | um 1900     | 20. Juli 1938 | → Grasehorstweg                           | Prinz Albrecht (1837–1906), Militär. Die Straße ging von der Hohenzollernstraße ab und war 1922 noch unbebaut. |
| Prinz-Friedrich-Karl-Straße | um 1900     | 20. Juli 1938 | → Beiersdorfer Weg                        | Prinz Friedrich Karl (1828–1885), Militär, Neffe von Kaiser Wilhelm I. Die Straße ging von der Hohenzollernstraße ab und war 1922 noch unbebaut. |
| Prinz-Heinrich-Straße       | um 1900     | 20. Juli 1938 | → Vogelsdorfer Steig                      | Die 1922 noch unbebaute Straße wurde nach Prinz Heinrich (1862–1929), dem jüngeren Bruder des Kaisers Wilhelm II. benannt. Die Straße ging von der Hohenzollernstraße ab. |
| Rahnsdorfer Straße *        | überliefert | 12. Mai 1967  | → Alter Fischerweg                        | Straße nach Rahnsdorf von Schöneiche her. Im Adressbuch von 1922 wie dem von 1943 ist sie nicht aufgeführt. |
| Residenzstraße              | um 1900     | 20. Juli 1938 | → Blossiner Straße                        | Die Residenz ist der Wohn- und Amtssitz von Landesherren, der Begriff steht in Rahnsdorf/Wilhelmshagen im Zusammenhang mit Straßenbenennungen nach dem Hause Hohenzollern in diesem Gebiet um die damalige Hohenzollernstraße. |
| Roonstraße                  | 1902        | 31. Mai 1951  | → Grünelinder Straße                      | Albrecht von Roon (1803–1879), preußischer General und 1859–1879 Kriegsminister unter Bismarck. |
| Schöneicher Chaussee        | nach 1883   | nach 1919     | → Schöneicher Landstraße                  | Im Jahr 1922 ist sie (für Friedrichshagen) als Chaussee, im Jahr 1943 als Landstraße notiert. |
| Sedanstraße                 | um 1900     | 10. Apr. 1931 | → Kalkbergeweg                            | Schlacht bei Sedan im Jahr 1870 während des Deutsch-Französischen Krieges. Die Sedanstraße (1922 noch unbebaut) verlor bei der Zusammenfassung mit den Straßen 471 und 472 zum Kalkbergeweg ihren Namen. |
| Spreestraße                 | um 1890     | 24. Jan. 1938 | → Biberpelzstraße →Im Haselwinkel         | Die Straße verlief parallel zur Spree und wurde 1938 geteilt und umbenannt, da es mehrere gleichnamige Straßen nach der Bildung von Groß-Berlin gab. Der Teil der Straße 520 vom Kanal I (Neu-Venedig) und der anschließende Teil der Spreestraße bis zur Hohen Brücke wurden in Biberpelzstraße, der von der Hohen Brücke verlaufende Teil der Spreestraße und die sich anschließende Kastanien- und Inselstraße in Im Haselwinkel umbenannt. |
| Stolbergstraße              | 1902        | 31. Mai 1951  | → Schettkatstraße                         | Stolberg-Wernigerode (1837–1896), Politiker und Militär. Er war 1884–1894 Oberstkämmerer und von 1885 bis 1888 Minister des königlichen Hauses, neben Moltke war er an der um 1890 errichteten Deutschen Volksbaugesellschaft beteiligt, auf die Neu-Rahnsdorf (Wilhelmshagen) zurückgeht. |
| Viktoriaplatz               | um 1892     | 10. Mai 1951  | → Erknerstraße →Schönblicker Straße       | Der nach Victoria (1840–1901) benannte und als Schmuckplatz angelegte Wilhelmshagener Bahnhofsvorplatz wurde 1951 aufgehoben und in die Schönblicker (nach Südwest) und Erknerstraße (Nordwest/Südost) einbezogen. |
| Viktoriastraße              | um 1892     | 10. Mai 1951  | → Erknerstraße                            | Victoria (1840–1901), deutsche Kaiserin, Königin von Preußen. Die Straße kreuzte am Victoriaplatz vor dem Bahnhof die Wilhelmstraße. |
| Wilhelmplatz                | um 1900     | 10. Mai 1951  | → Schönblicker Straße                     | Wilhelm II. (1859–1941), letzter Deutscher Kaiser, 1918 abgedankt. Der zentrale Platz um die Kirche wurde bei der Umbenennung der Wilhelmstraße einbezogen. Im Jahr 1943 ist er im Adressbuch bereits nicht mehr enthalten. |
| Wilhelmstraße               | um 1892     | 10. Mai 1951  | → Schönblicker Straße                     | Die nach dem Kaiser Wilhelm II. (1859–1941) benannte Nord-Süd-Achse durch Wilhelmshagen wurde mit den verbliebenen nach Mitgliedern des Hauses Hohenzollern benannten Straßen umbenannt. |

## Weitere Örtlichkeiten in Rahnsdorf

### Kleingartenanlagen (KGA)
Im Ortsteil befinden sich Kleingärten zumeist auf dem Gelände südlich der Dorfstraße zur Müggelspree.
- KGA Blumeslake (Lage):
Blumeslake/Straße 549 Nr. 18–22, mit 5.405 m² und acht Parzellen auf Privatgelände mit dem Status „sollen nach Darstellung des FNP erhalten bleiben“.
- KGA Kleiner Müggelfleck (Lage):
Hechtstraße/Straße 552/567/565 mit 16.300 m² für 23 Parzellen, fiktive Dauerkleingärten gemäß §§ 16 und 20a BKleingG auf landeseigenem Grund.
- KGA Kuckucksnest (Lage):
 Straße 549, nach FNP erhaltenswerte Kleingärten auf 16.514 m² privatem Pachtland für 33 Parzellen.
- KGA Müggelspreeufer (Lage):
Grenzweg/Müggelspree, auf 13.000 m² privatem Pachtland mit 28 Parzellen, die nach FNP als Kleingärten erhalten werden sollen.
- KGA Mühlenwiese-Finkenheerd (Lage)::
 Dorfstraße 123–20, 52 Parzellen auf 35.422 m² landeseigenem Pachtland sind fiktive Dauergärten laut Bundeskleingartengesetz, weitere 99 Parzellen auf 38.838 m² privatem Pachtland sollen nach FNP erhalten bleiben.
- KGA Rahnsdorf-Süd (Lage):
 Fürstenwalder Straße, acht Parzellen auf 4.362 m² landeseigenem Pachtland sind fiktive Dauerkleingärten.
- KGA Schulzendienstwiese (Lage):
Straße 538/Grenzweg, 13 Parzellen 5.699 m² landeseigen gelten als fiktive Kleingärten und weitere sieben Parzellen auf 2.662 m² privatem Pachtland sollen durch den FNP erhalten bleiben.
- Siedlung am Walde (Lage):
 Fürstenwalder/Langfuhrer Allee, die 113 Parzellen mit 63.896 m² um das ehemalige Schützenwäldchen sind als fiktive Dauerkleingärten auf landeseigenem Grundstück im Entwicklungsplan aufgenommen, laut FNP jedoch für landschaftlich geprägte Wohnbebauung vorgesehen.[30][31]
- KGA Wittigwiesen:
27 Parzellen auf stadteigenem Land. Die Anlage ist „bis nach 2025“ dauerhaft gesichert, danach sollen auf der Fläche Wohnhäuser entstehen.[32]

### Grünflächen, Inseln

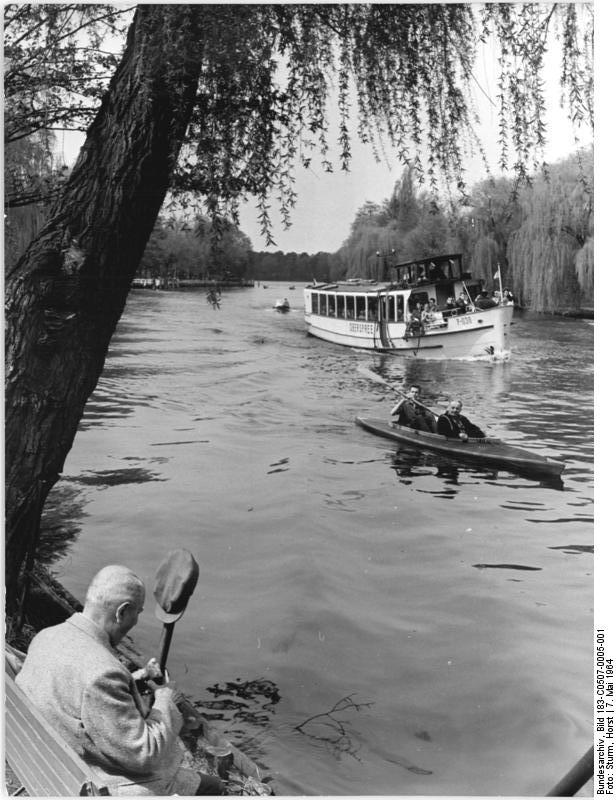
Müggelspree am Kleinen Müggelsee (1964)

Zum Ortsteil Rahnsdorf mit seinen Ortslagen gehören große Teile der Berliner Forsten.
- (ehemaliges) Schützenwäldchen (Lage)
- Erlenbruch (Lage)
- Grenzberge (Lage)
- Schutzgebiete[33]
  - NSG Wilhelmshagen-Woltersdorfer Düne (Lage) Vier Kilometer lang und über einen Kilometer breit ist dieser Binnendünenkomplex.,[34] 178,6 Hektar, seit 1995 als Naturschutzgebiet ausgewiesen
  - NSG Püttberge (Lage), Teilbereich Püttberge in das NSG des Dünenzug einbezogen
- LSG Müggelspree[35] auf einer Fläche von 128,57 Hektar am Südrand des Ortsteils
- Schonungsberg (Lage)
- Fried- und Kirchhöfe[36]
  - Landeseigener Friedhof Hessenwinkel (Lage), Biberpelzstr. 29, 5.445 Quadratmeter
  - Friedhof Püttberge (Lage), an der Hochlandstraße
  - Landeseigener Friedhof Rahnsdorf (Lage), Fürstenwalder Allee 93, 10.153 Quadratmeter
- Inseln am Übergang der Müggelspree zum Großen Müggelsee, Bucht Die Bänke; alle Inseln dieser Gruppe bilden ein Landschaftsschutzgebiet
  - Dreibock (Lage)
Dreibock, eine kleine Nachbarinsel vom Entenwall, entwickelte sich aus einer Sandbank im Lauf der Müggelspree. Sie ist nicht bewohnt oder bebaut.[37]
  - Entenwall (Lage)
Die als Der Entenwall bezeichnete Insel wurde auf Karten des Jahres 1724 erstmals eingetragen. Aber noch im Berliner Adressbuch von 1922 ist sie als unbebaut ausgewiesen. Sie ist zwischen Die Bänke und dem Kleinen Müggelsee enthalten.[25]
 Die gesamte Insel liegt im Natura-2000-Gebiet Müggelsee–Müggelspree. Die größere Fläche der Insel (19.521 m²), mit Laubbäumen, vor allem Erlen bewachsen, davon 900 m² an einen Wochenendnutzer verpachtet, sollte am 22. März 2018 mit einem Mindestgebot von 125.000 Euro versteigert werden.[37]
 Nun wurde die Auktion nach Einspruch der Berliner Senatsverwaltung für Umwelt, Verkehr und Klimaschutz abgesagt, weil die Grundstücke „naturschutzfachlich besonders wertvoll sind“.[38]
  - Kelchsecke (auch Kelchs Ecke)(Lage) mit einer Siedlungskolonie
Kelchs Ecke ist eine erst im 18. Jahrhundert vom Müggelheimer Festland abgetrennte kleine unbebaute Insel. Zwischen ihr und der Insel Entenwall verläuft inzwischen ein schmaler Kanal.[37]
  - Müggelwerder (Lage), Zufahrt von der Seestraße
  - Schilfwall (Lage)
- Strandbad Müggelsee